# Paus Benedictus XV
Benedictus XV, geboren als Giacomo Giambattista markies della Chiesa, (Genua, 21 november 1854 – Rome, 22 januari 1922) was paus van 1914 tot aan zijn dood. Hoewel hij zich tijdens zijn pontificaat inzette voor de totstandkoming van een snelle vredesoplossing tijdens de Eerste Wereldoorlog, wat hem de bijnaam de vredespaus opleverde, zou Benedictus XV daarin niet slagen ten gevolge van de onwil van sommige betrokken landen om het Vaticaan te betrekken in vredesbesprekingen. Wel slaagde Benedictus XV erin om de diplomatieke banden van de Heilige Stoel met andere landen aanzienlijk te verbeteren, waaronder die met Frankrijk. Door de verkiezing van kardinaal Joseph Ratzinger tot paus Benedictus XVI in 2005 ontstond weer belangstelling voor het pontificaat van deze, enigszins in de vergetelheid geraakte, paus.

## Biografie
(In de beschrijving van zijn leven vóór het pontificaat wordt zijn geboorte- en familienaam "Giacomo della Chiesa" gebruikt.)

### Jeugd en vorming

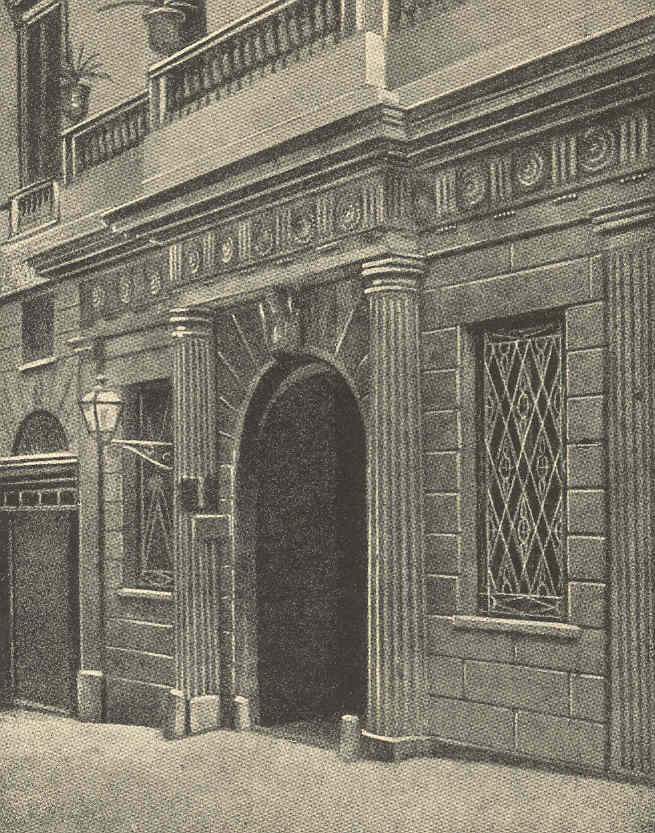
Geboortehuis van Giacomo della Chiesa.

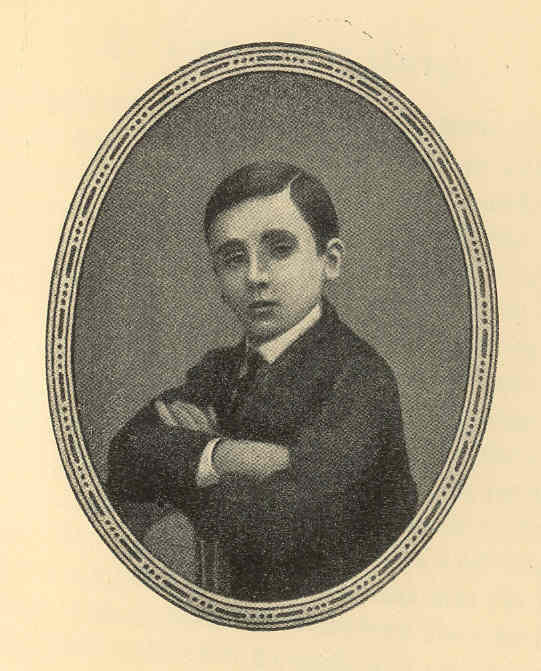
Jeugdfoto van Giacomo uit 1868.

Giacomo werd geboren als zesde kind van markies Giuseppe della Chiesa en diens vrouw Giovanna Migliorati. De familie Della Chiesa, wier enige bezit gelegen was in Pegli, een voorstad van Genua, behoorde tot de verarmde stadsadel. De familie Migliorati was afkomstig uit Napels en had in de 15e eeuw een paus voortgebracht, Cosmo Migliorati, die bekend werd onder de naam Innocentius VII (1404-1406). Van de zes kinderen zouden twee kinderen hun jeugd niet overleven.
Giacomo's geboorte was een vroeggeboorte, waardoor zijn fysieke gesteldheid zwak was. Hij hield daaraan de rest van zijn leven een handicap over: hij liep enigszins mank. Mede door zijn handicap vond het eerste deel van het basisonderwijs thuis plaats.
Na zijn middelbare opleiding te hebben voltooid aan het Istituto Danovaro e Giusso in Genua, maakte Giacomo duidelijk, dat hij het priesterschap ambieerde. Dit streven stuitte echter op verzet van zijn vader, die voor zijn zonen een maatschappelijke carrière voor ogen had en die tevens van mening was dat Giacomo nog te jong was om een dergelijke beslissing te nemen. Bovendien vond Giuseppe dat een gedegen universitaire opleiding een betere basis zou vormen voor een kerkelijke carrière. Giacomo stemde uiteindelijk toe in een studie aan de Universiteit van Genua, op voorwaarde dat hij aan het bisschoppelijk seminarie van Genua als leek een opleiding filosofie mocht volgen.
Vanaf het begin van zijn rechtenstudie in 1872 aan de Koninklijke universiteit van Genua kwam de jonge Giacomo in aanraking met de antikerkelijke gevoelens die op dat moment in Italië heersten. Deze gingen zo ver, dat in 1873 aan de universiteit de faculteit theologie werd geschrapt. Toch bleef het nastreven van het priesterschap een belangrijke drijfveer voor Giacomo. Zo sloot hij zich aan bij een sociëteit die zich inzette voor de promotie van de katholieke belangen.
Op 2 augustus 1875 studeerde Giacomo af als doctor in de rechten, waarna hij opnieuw zijn vader om toestemming vroeg om naar het seminarie te mogen. Uiteindelijk stemde zijn vader in op voorwaarde dat hij naar het Romeinse seminarie Collegio Capranica zou gaan, via welk hij zijn studies kon uitbreiden aan de Pauselijke Universiteit Gregoriana te Rome. In de ogen van Giacomo’s vader bood een opleiding aan het seminarie aldaar betere vooruitzichten op een hoge kerkelijke betrekking.
Toen Giacomo in 1875 in Rome arriveerde werd hij opnieuw geconfronteerd met de verstoorde relatie tussen kerk en staat. In 1870 waren de gebieden van de Kerkelijke Staat ingelijfd door het koninkrijk Italië en was de stad Rome uitgeroepen tot de hoofdstad van de nieuwe staat. Paus Pius IX had zich vervolgens teruggetrokken in het Vaticaan, waar hij zichzelf als gevangene beschouwde. Een toenadering van de Italiaanse regering door de Garantiewet van 13 mei 1871, die eenzijdig tot stand was gekomen en waardoor de immuniteit en privileges van de paus gegarandeerd zou worden, was door Pius IX resoluut afgewezen. Deze houding van de paus wakkerde de antikerkelijke gevoelens aan en resulteerde in 1881 erin dat bij de overbrenging van het lichaam van paus Pius IX naar de basiliek van Sint-Laurens buiten de Muren waar hij zijn definitieve rustplaats zou vinden, opstandelingen probeerden het lichaam in de Tiber te gooien.
Ondanks deze onrust vervolgde Giacomo zijn opleiding aan het seminarie. Op 21 december 1878 werd hij door kardinaal Raffaele Monaco La Valletta, vicaris-generaal van de stad Rome namens de paus, tot priester gewijd. Giacomo vervolgde zijn opleiding aan de Pontificia Accademia dei Nobili Ecclesiastici, de diplomatenopleiding van de Heilige Stoel. In 1879 studeerde hij cum laude af aan de Pauselijke Universiteit Gregoriana in de theologie, gevolgd in 1880 door het behalen van zijn doctoraal kerkelijk recht. Giacomo’s inzet en toewijding trokken de aandacht van Mariano Rampolla del Tindaro, die op dat moment secretaris van de Congregatie van Buitengewone Kerkelijke Aangelegenheden was. Door hem werd Giacomo aangesteld als assistent binnen de congregatie.

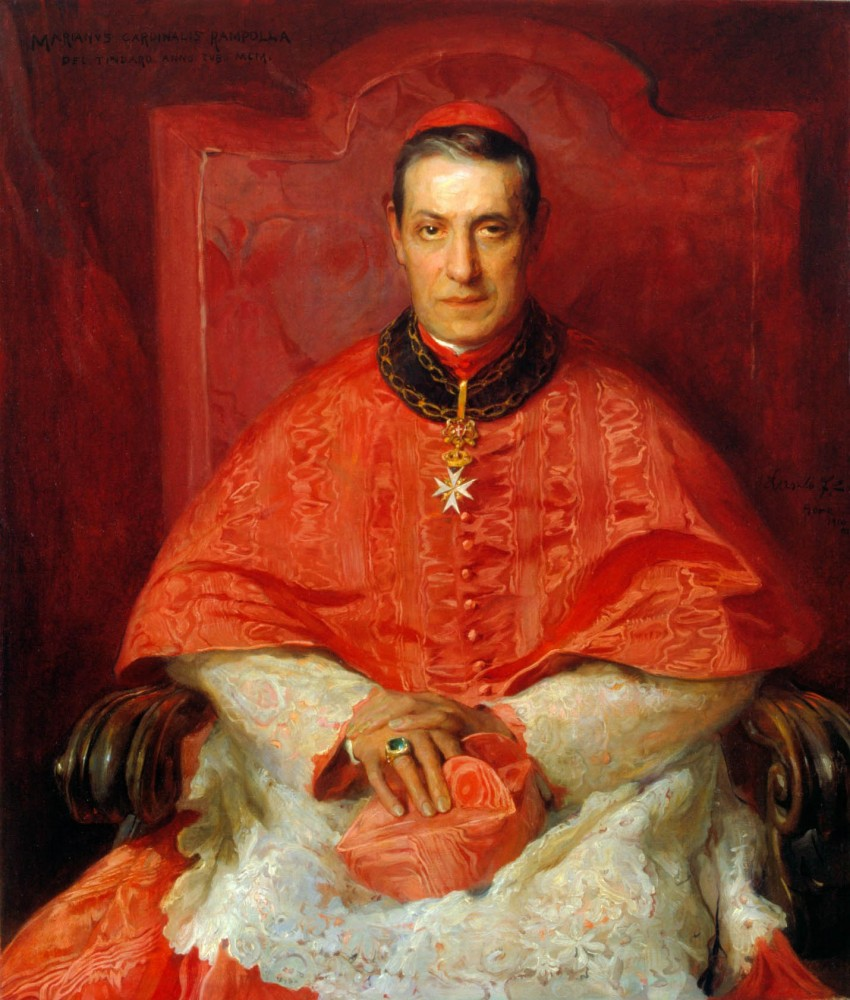
Kardinaal Mariano Rampolla del Tindaro

In 1883 werd Rampolla del Tindaro benoemd tot pauselijk nuntius van Spanje. Op zijn uitnodiging vertrok ook Giacomo naar Madrid waar hij gedurende vier jaar geconfronteerd werd met de problemen die de kerk kende in Spanje. In Spanje waren er spanningen ontstaan tussen de monarchisten en de republikeinen, iets dat verder escaleerde door de dood van koning Alfons XII in 1885 op een moment dat Alfons' echtgenote, Maria de las Mercedes, nog in verwachting was van zijn troonopvolger, Alfons XIII. In diverse brieven aan vrienden in Italië liet Giacomo zich uit over de moeilijkheden waarmee hij te maken kreeg. In Spanje was Giacomo ook actief als hulpverlener bij humanitaire rampen, onder meer tijdens een aardbeving die Spanje trof en een cholera-epidemie die in het land heerste (1884/1885).
In 1887 volgde de benoeming van Rampolla del Tindaro als kardinaal-staatssecretaris onder paus Leo XIII. Giacomo volgde zijn leermeester opnieuw en trok naar Rome. Giacomo werd benoemd tot minutant (secretaris) van Rampolla, belast met het opstellen en controleren van documenten. Door deze werkzaamheden raakte hij betrokken bij de missies die Leo XIII ondernam, onder meer naar de Verenigde Staten en Canada. Ook was Giacomo getuige van de pogingen van de paus om tot een oplossing te komen van de Romeinse kwestie, iets waarin Leo XIII niet zou slagen mede door de hernieuwing van het samenwerkingsverdrag tussen Italië en de keizerrijken van Duitsland en Oostenrijk-Hongarije, de zogenaamde Triple Alliantie, waardoor de soevereiniteit van het koninkrijk Italië opnieuw bevestigd werd.
Al die tijd bleef Giacomo actief in Rome, waardoor hij (in tegenstelling tot latere pausen) weinig in contact kwam met belangrijke vertegenwoordigers op diplomatieke posten in Parijs en Wenen. Toch werd hij in 1888 en 1889 door de kardinaal-staatssecretaris op twee missies gestuurd naar Oostenrijk: de eerste missie betrof een onderzoek naar een kwaadaardige antisemitische campagne die gevoerd werd in Oostenrijk, zijn tweede bezoek volgde op de zelfmoord van de Oostenrijkse kroonprins Rudolf. Voor zijn optreden zou hij door de Oostenrijkse keizer worden onderscheiden.

### Aartsbisschop van Bologna en kardinaal

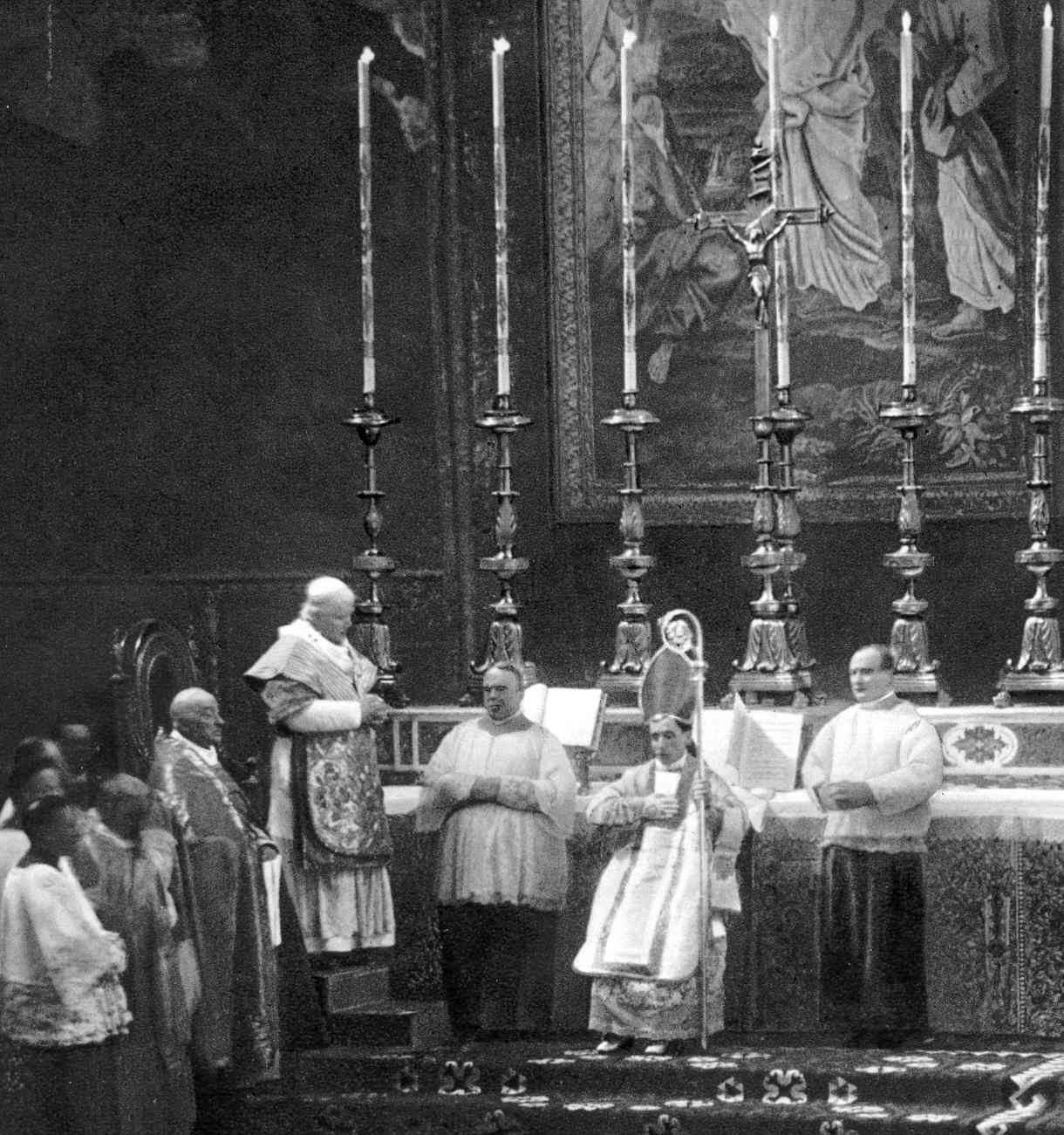
Wijding van Giacomo della Chiesa door paus Pius X

Mariano Rampolla del Tindaro gold na de dood van paus Leo XIII op 20 juli 1903 als een van de mogelijke opvolgers, mede door zijn staat van dienst en zijn bekendheid met de Romeinse Curie. Rampolla's vermeende sympathieën voor de Derde Franse Republiek alsmede zijn tolerantie ten aanzien van modernistische bewegingen brachten de Oostenrijkse keizer ertoe om een veto, het Ius Exclusivae, te laten uitspreken over de eventuele verkiezing van Rampolla. Het veto werd uiteindelijk bij monde van kardinaal Jan Puzyna de Kosielsko - prins-bisschop van Krakau - uitgesproken. Hoewel de verontwaardiging binnen het kiescollege groot was over deze actie, belemmerde het veto de uiteindelijke verkiezing van Rampolla. Uit handen van de Oostenrijkse keizer zou Jan Puzyna de Koesielsko hiervoor het Grootkruis van de Hongaarse Orde van Sint Stefanus in 1904 ontvangen.
Uiteindelijk werd Giuseppe Melchiorre Sarto gekozen, die de naam Pius X aannam. Een van zijn eerste maatregelen was afschaffing van het vetorecht van wereldlijke leiders in kerkelijke aangelegenheden zoals verwoord in de apostolische constitutie Commisum Nobis van 20 januari 1904. Kardinalen die zich toch tijdens een conclaaf lieten leiden door aanbevelingen van de rooms-katholieke vorsten werden op basis van een van de bepalingen uit de constitutie geëxcommuniceerd.
De verkiezing van Pius X betekende tevens het einde van de grote invloed van Giacomo’s leermeester Rampolla, die zijn functie van kardinaal-staatssecretaris verloor aan Rafael Merry del Val en daarvoor in de plaats lagere functies binnen de Curie zou bekleden. Hij werd onder andere de aartspriester van de Sint-Pietersbasiliek en Archivaris van de Heilige Roomse Kerk.
Toch bleef Giacomo trouw aan Rampolla del Tindaro, iets wat binnen de Romeinse Curie met argusogen werd bekeken. Giacomo’s benoeming tot aartsbisschop van Bologna op 18 december 1907 werd door critici dan ook beschouwd als een actie van de paus om Giacomo uit de buurt van zijn leermeester te houden. In aanwezigheid van zijn familie werd Giacomo door Pius X zelf gewijd, waarbij hij uit handen van de paus diens eigen bisschoppelijke ring en kromstaf ontving. Op 23 februari 1908 nam Giacomo zijn intrek in het bisdom, een kerkprovincie met ongeveer 700.000 inwoners.

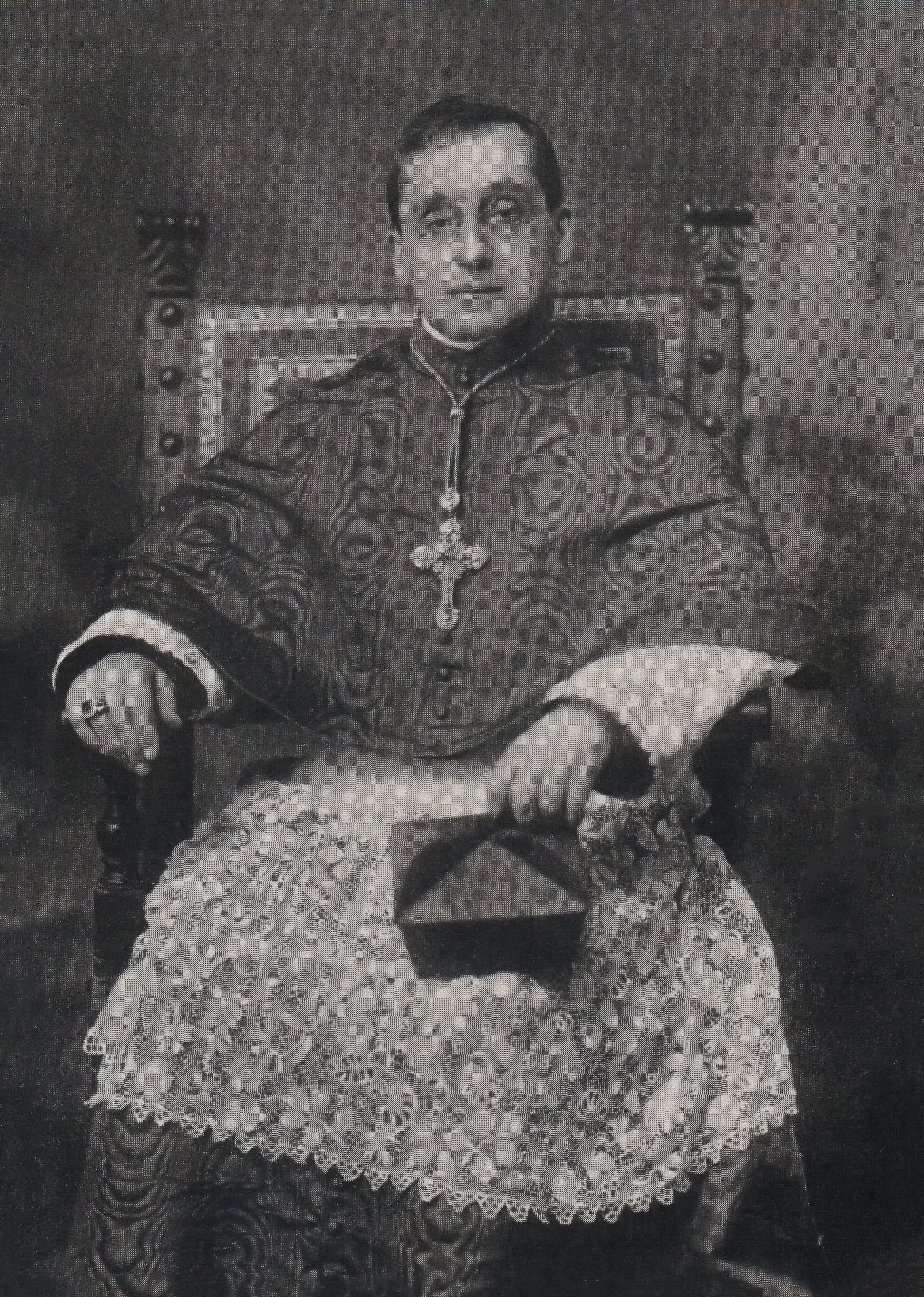
Kardinaal Giacomo della Chiesa

Wapenschild als kardinaal

Als nieuwe aartsbisschop zag Giacomo het als zijn taak om een bezoek te brengen aan alle parochies, waarbij prediken de hoogste prioriteit had. Ook hechtte hij veel belang aan de reinheid van de kerkgebouwen en was hij van mening, dat er zo veel mogelijk geld bespaard moest worden ten behoeve van de armen. Verschillende kerken werden op zijn verzoek gebouwd of gerestaureerd. Ook zag Giacomo erop toe dat de opleiding aan het seminarie drastisch werd aangepast, waardoor er meer aandacht werd besteed aan de wetenschappen.
Voor de gelovigen organiseerde hij pelgrimstochten naar Mariaheiligdommen in Loreto en Lourdes.
Het uitblijven van zijn benoeming tot kardinaal, een benoeming die in het verleden vaak gelijk opging met de benoeming tot het aartsbisschoppelijk ambt van Bologna, was voor dezelfde critici een teken dat Curieleden wilden voorkomen dat de invloed van de Rampolla-factie binnen het College van Kardinalen alleen maar zou toenemen. Ook Giacomo’s openheid ten opzichte van het modernisme speelde hierbij een rol. Iets hiervan proefde Giacomo achteraf toen hij na zijn aantreden als paus stuitte op een brief van Pius X gericht aan bisschop Pellizzari van Piacenza, waarin de paus Della Chiesa vrijsprak van enige verdenking van modernisme. Toch volgde zijn verheffing tot kardinaal pas na de dood van Rampolla del Tindaro op 17 december 1913. Op 25 mei 1914 vond de creatie van Giacomo della Chiesa tot kardinaal-priester plaats, waarbij hem de titelkerk Santi Quattro Coronati werd toegewezen.
Bij terugkeer naar Bologna werd Giacomo geconfronteerd met een opstand, gericht tegen de Italiaanse monarchie en de katholieke kerk. Deze werd gevolgd door een algemene staking, de plundering en verwoesting van kerken en de verwoesting van telefoonlijnen en stationsgebouwen. In Bologna zelf weerstonden de burgers en de katholieke kerk echter met succes deze troebelen.
Bij de nadering van de Eerste Wereldoorlog kwam ook in Italië de vraag op welke kant het land moest kiezen. Officieel was Italië nog steeds gelieerd aan Duitsland en Oostenrijk-Hongarije. Giacomo benadrukte echter bij het uitbreken van de Eerste Wereldoorlog dat de katholieke kerk een neutrale positie innam. De kerk droeg slechts vrede uit en verleende eventueel bijstand in de leniging van behoeftes.

### Conclaaf van 1914

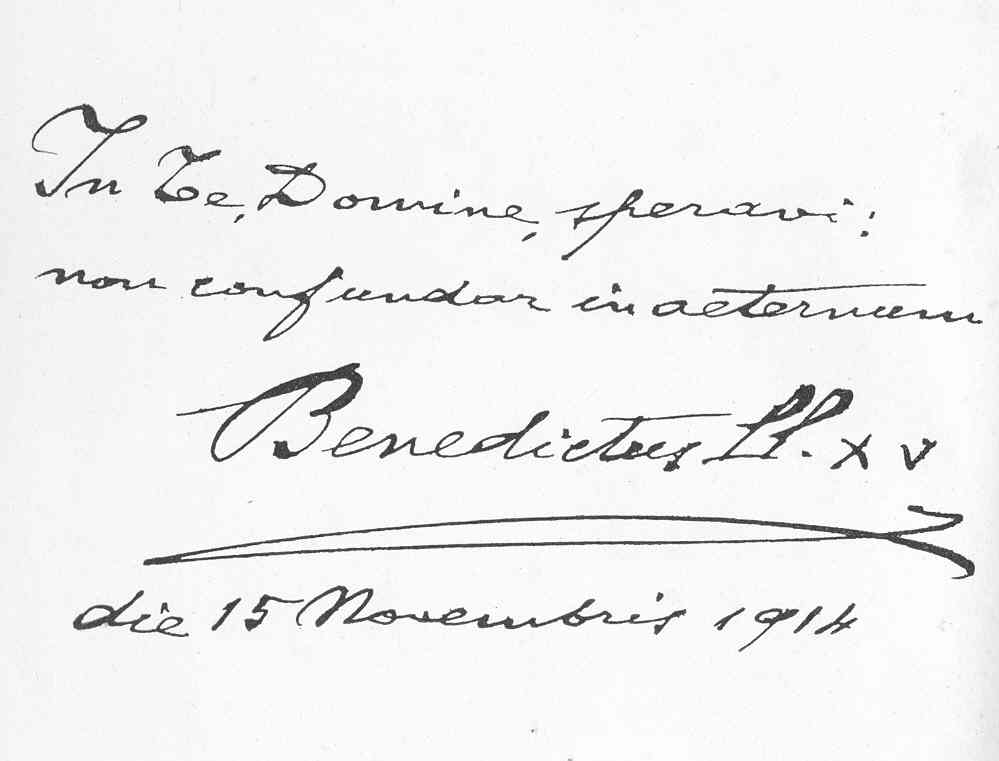
Wapenspreuk van Benedictus, in zijn eigen handschrift

Paus Pius X overleed op 20 augustus 1914 op 79-jarige leeftijd aan een hartaanval. Sommige biografen wezen erop dat zijn overlijden het gevolg was van het uitbreken van de Eerste Wereldoorlog. Anderen meenden dat Pius X samen met zijn kardinaal-staatssecretaris Rafael Merry del Val de uitbraak van de oorlog versneld had omdat zij de Oostenrijkse keizer hadden geadviseerd Servië rechtmatig te onderwerpen. Merry del Val zou overigens deze aantijgingen ten stelligste ontkennen. Hij gaf toe dat het Vaticaan de aanslag in Sarajevo streng had veroordeeld, maar hield vol dat aan Oostenrijk zeker niet was geadviseerd de wapens tegen de Serven op te nemen.
Hoewel de oorlog een belangrijk stempel zou drukken op het conclaaf dat volgde op de dood van Pius, waren de kardinalen er zich van bewust, dat de invloedssfeer van de kerk bij het uitbreken van de Eerste Wereldoorlog marginaal was; op diplomatiek gebied onderhield het Vaticaan slechts betrekkingen met de grootmachten Rusland, Pruisen en Oostenrijk en kleinere katholieke landen als Spanje, België en Beieren en enige landen in Zuid-Amerika. Maar ook binnen het kiescollege bestond er verdeeldheid over de opvattingen ten aanzien van de oorlog. Van de 31 niet-Italiaanse kardinalen waren er 18 afkomstig uit landen die deelnamen aan de oorlog. Uitspraken van de Belgische kardinaal Désiré-Joseph Mercier en de Duitse kardinaal Felix von Hartmann maakten duidelijk dat ook bij de kardinalen sprake was van vijandigheid jegens elkaar.
Een ander belangrijk punt voor het conclaaf was het te voeren kerkelijk beleid. Kardinalen uit de Romeinse Curie waren van mening dat het beleid van paus Pius X voortgezet diende te worden, met name de strijd tegen het modernisme. Deze stromingen, die vooral aan het einde van de 19e eeuw hun opgang hadden gemaakt, werden gezien als een bedreiging van de pauselijke autoriteit en een ondermijning van het leergezag van de kerk. Pius X was tegen deze tendensen streng opgetreden en onder invloed van Pius' stellingname had Mgr. Umberto Benigni een netwerk van geheime informanten opgezet, de Sodalitium Pianum, die het als hun taak zagen aanhangers van het modernisme op te sporen en eventueel te (laten) excommuniceren. Onder de verdachten bevonden zich onder meer de kardinalen Andrea Carlo Ferrari, aartsbisschop van Milaan, en Pietro Maffi, maar ook de latere pausen Benedictus XV en Johannes XXIII.
De overige kardinalen, veelal pastoraal actief binnen de verschillende aartsbisdommen, stonden een meer gematigde lijn voor en waren bereid tot concessies. Zij steunden onder meer de kandidatuur van de kardinalen Giacomo della Chiesa en Pietro Maffi.
Het conclaaf begon op 1 september 1914 in aanwezigheid van 57 van de 65 kardinalen; drie trans-Atlantische kardinalen zouden pas na het conclaaf in Rome arriveren, terwijl vijf andere kardinalen zich verontschuldigd hadden wegens ziekte. Tot de papabile kandidaten behoorden de kardinalen Merry del Val, Pietro Maffi, curiekardinaal Basilio Pompilj en Giacomo della Chiesa. Hoewel Pius X bepaald had dat het stemgedrag van de kardinalen onder alle omstandigheden geheim moest blijven, lekten de resultaten in de loop van de tijd toch uit. Het stemverloop kende de volgende ontwikkeling:
| Giacomo della Chiesa | 12 | 16 | 18 | 21 | 20 | 27 | 31 | 32 | 34 | 38 |
| Pietro Maffi         | 12 | 16 | 16 | 15 | 13 | 7  | 2  |    |    |    |
| Rafael Merry del Val | 7  | 7  | 7  | 6  | 2  |    |    |    |    |    |
| Basilio Pompilj      | 9  | 10 | 9  | 9  | 6  | 2  |    |    |    |    |
| Domenico Serafini    | 4  | 2  | 2  | 2  | 10 | 17 | 21 | 21 | 22 | 18 |

Dat kardinaal Domenico Serafini in de stemmingsronden kansrijk werd kwam voort uit het advies van kardinaal Merry del Val. Na de eerste dag was het hem wel duidelijk geworden dat zijn ambitie om paus te worden teniet was gedaan, waarop hij besloot een voor hem gunstige kandidaat naar voren te schuiven. De aanbeveling van Serafini ging ten koste van Pietro Maffi, wiens rol na de tweede dag van het conclaaf uitgespeeld was.

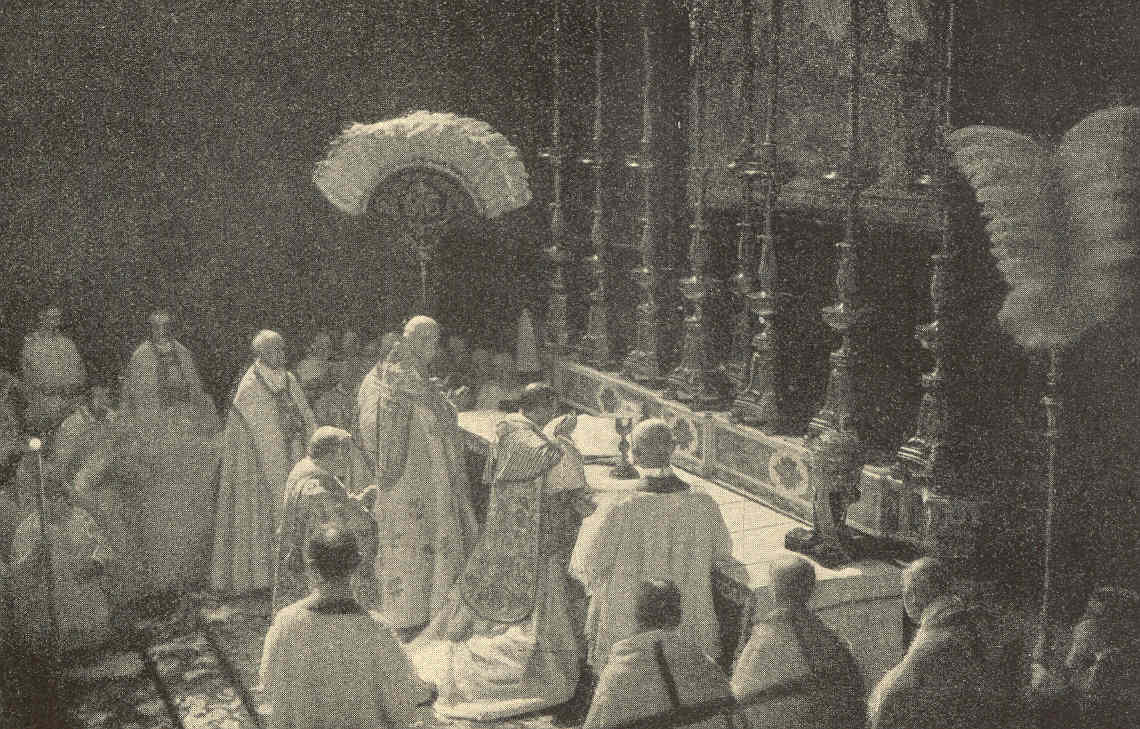
De kroning van Benedictus XV in de Sixtijnse kapel

Op de derde dag van het conclaaf, tijdens de tiende stemming, behaalde Giacomo della Chiesa de benodigde tweederdemeerderheid om tot paus te worden gekozen. Na protesten van diverse kardinalen, die Della Chiesa ervan betichtten op zichzelf gestemd te hebben, werden de stemmen herteld en vond de definitieve bepaling plaats dat de nieuwe paus Della Chiesa was. De reactie van kardinaal Merry del Val was duidelijk: “Ma! Questa è una calamità” (Vert: O, dit is een ramp).
De verwachting was dat Giacomo de naam Leo zou aannemen als eerbetoon aan zijn voorganger, aan wie hij een groot deel van zijn kerkelijke carrière te danken had. Hij koos echter voor Benedictus. Later zou hij toelichten, dat zijn keuze op die naam voortkwam uit zijn bewondering voor Benedictus van Nursia, de oprichter van de gelijknamige orde, en groot voorvechter van de wereldvrede. Een bijkomend argument was dat de laatste paus die afkomstig was uit het aartsbisdom Bologna, Prospero Lambertini, ook gekozen had voor de naam Benedictus (pontificaat: 1740-1758).
Op verzoek van Benedictus zelf vond de kroning plaats op 6 september 1914 in de Sixtijnse Kapel; gezien de oorlogssituatie achtte hij een grootse kroning in de Sint-Pietersbasiliek ongepast. De kroning werd uitgevoerd door kardinaal-protodiaken Francesco Salesio della Volpe.

## Pontificaat 1914-1922

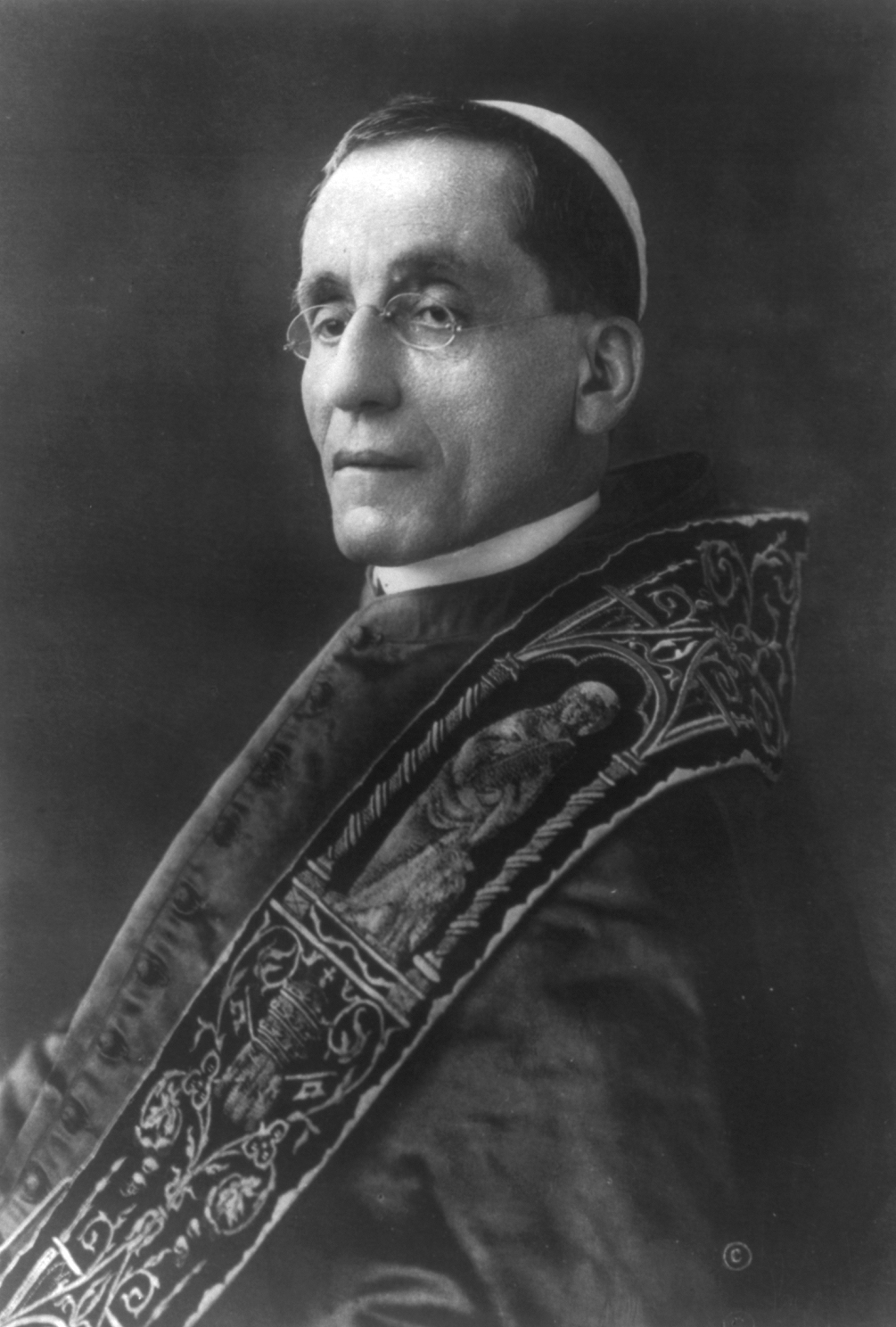
Paus Benedictus XV

### Eerste Wereldoorlog
Daags na zijn verkiezing tot paus en nog voor de publicatie van zijn eerste encycliek bracht Benedictus XV de apostolische exhortatie Ubi Primum uit, waarin hij zich uitsprak over de oorlog en de gevolgen daarvan voor de mensheid. De paus riep de strijdende partijen op tot bezinning te komen en zo mogelijk zelf bij te dragen tot een snelle afloop van de oorlog. Hij deed een oproep aan de leiders van de oorlogvoerende landen om door onderhandelingen tot vrede te komen ter voorkoming van verder bloedvergieten.
In zijn eerste encycliek Ad Beatissimi Apostolorum van 1 november 1914 ging Benedictus XV dieper in op de oorzaken van het ontstaan van de Eerste Wereldoorlog. Belangrijkste oorzaak was in zijn ogen de scheiding van kerk en staat, waardoor er minder aandacht was voor de christelijke moraal. Deze verminderde aandacht bracht met zich mee, dat naastenliefde geen belangrijke rol meer speelde, het respect voor het gezag verdween, de klassenverschillen steeds duidelijker werden en dat geldzucht en bezit de belangrijkste drijfveren werden in het menselijk bestaan. Wanneer deze dwalingen afgewezen zouden worden, dan kon de vrede zegevieren.
Tijdens een consistorie om nieuwe bisschoppen te benoemen dat plaatsvond op 22 januari 1915 werd het verloop van de oorlog opnieuw ter sprake gebracht. Benedictus XV maakte duidelijk, dat ondanks zijn hoop dat het conflict snel tot een einde zou komen, hij zelf niet in staat was zich op te werpen als bemiddelaar. Reden hiervoor was, dat de paus in een dergelijke situatie boven de partijen diende te staan en “alle strijdenden met zijn liefde moest omvatten”. Bemoeienis van de paus zou kunnen worden opgevat als inmenging en daarmee leiden tot haat tegen de godsdienst, waardoor ook de kerk veel schade zou oplopen.
Wel riep hij de agressors op om niet over te gaan tot buitensporige vernielingen en riep hij de gedupeerden op voorzichtig te zijn in hun verzet om te voorkomen dat de zaak zou escaleren.
In 1915 ontstond een rel rond Benedictus, toen bekend werd gemaakt dat hij in een interview met een Duitse journalist de Amerikaanse president Woodrow Wilson opgeroepen zou hebben te stoppen met wapenleveranties aan de geallieerden om zo een snelle vrede te bewerkstelligen. Het Vaticaan reageerde fel op deze berichtgeving en maakte duidelijk dat de paus afstand nam van het gehele interview. Ook de Italiaanse pers beschouwde het interview en de ophef als een beschuldiging aan het adres van de paus en als een Duitse poging om de Amerikaanse opinie te beïnvloeden.
Overigens duldden de geallieerden op geen enkele wijze inmenging van de paus. Dit was vastgelegd in een geheime clausule van het Pact van Londen uit 1915. De beperking van pauselijke inmenging was vooral op voorstel van de Italiaanse regering, die met het pact een einde maakte aan de samenwerking met Duitsland en Oostenrijk-Hongarije en zich daarmee committeerde om de oorlog te verklaren aan haar voormalige bondgenoten. Deze houding zouden de geallieerden blijven innemen, waardoor het Vaticaan buiten alle vredesonderhandelingen werd gehouden.
In een toespraak, gehouden tijdens het geheime consistorie op 6 december 1915, sprak Benedictus XV ten overstaan van de aanwezige kardinalen opnieuw zijn zorg uit over de voortdurende strijd, die geleid had tot een bijna totale ondergang van onder meer de Armeense bevolking. Hij betreurde het dat de strijdende partijen niet waren ingegaan op zijn voorstellen om de oorlog te beëindigen en hij riep op om een oplossing voor de conflicten te zoeken via de dialoog, al dan niet met hulp van derden.
Ook stipte Benedictus XV aan, dat door de gevolgen van de oorlog de geïsoleerde positie van de kerk, maar in het bijzonder die van de Heilige Stoel extra onderstreept werd. Dat de Italiaanse regering wel bereid geweest was een handreiking richting het Vaticaan te maken was voor Benedictus slechts het bewijs, hoezeer de paus zich in een afhankelijke positie bevond ten opzichte van een burgerlijke macht. Het isolement van de Heilige Stoel had er in de ogen van Benedictus toe bijgedragen, dat diplomatieke betrekkingen ernstig verstoord waren en dat ook de communicatie met de gelovigen te wensen overliet door diverse belemmeringen.
Toch bleef de paus vertrouwen op het gegeven, dat “Jezus Christus beloofd heeft, dat hij Zijn Kerk nooit zal verlaten, en dus zeker niet in tijden van ongeluk en tegenspoed”. Benedictus hoopte er dan ook op dat er op korte termijn een oplossing gevonden zou worden voor het oorlogsgeweld. Eerder dat jaar had hij echter moeten concluderen dat al zijn oproepen tevergeefs waren. Een voorstel van de paus uit naam van Duitsland om tot een oplossing voor België (hernieuwing onafhankelijkheid en soevereiniteit) en Frankrijk (over het bezit van Elzas-Lotharingen) te komen werd door zowel België en Frankrijk met een gedecideerd “nee” ontvangen. Kardinaal Mercier was zelfs niet bereid geweest het voorstel aan de Belgische regering in ballingschap voor te leggen.
Op 1 augustus 1917 volgde de vredesnota Dès le debut, waarin Benedictus opnieuw onderstreepte dat hij zich vanaf het begin van de oorlog ingezet had voor de vrede zonder daarbij bepaalde partijen te bevoordelen. Met deze nota droeg hij voorstellen aan om de vredesbesprekingen te startten. Daarbij zou de “morele macht van het recht” moeten zegevieren, iets wat mogelijk was door de oprichting van een internationaal gerechtshof. Ook moesten landen bereid zijn af te zien van hun aanspraken op andere landen (Duitsland op België en delen van Frankrijk) en moest er zorg gedragen worden voor een vrij verkeer over land en over zee tussen alle landen, zodat welvaart en vooruitgang van de volkeren bevorderd zou worden. Verder pleitte Benedictus ook voor autonomie van landen op de Balkan en Polen.
Evenals bij vorige oproepen van de paus vond ook deze weinig gehoor bij de strijdende partijen. De Amerikanen waren van mening dat de paus zich niet moest inlaten met de oorlogsperikelen, omdat hij met zijn voorstellen terug wilde gaan naar de vooroorlogse situatie, iets wat in de ogen van president Wilson onmogelijk was. Verder wees de Amerikaanse president erop, dat de geallieerden alles in het werk moesten stellen om de regering in Duitsland omver te werpen, omdat zij immers de agressor was geweest, de Duitse bevolking onderdrukte en als onderhandelingspartner niet te vertrouwen was.

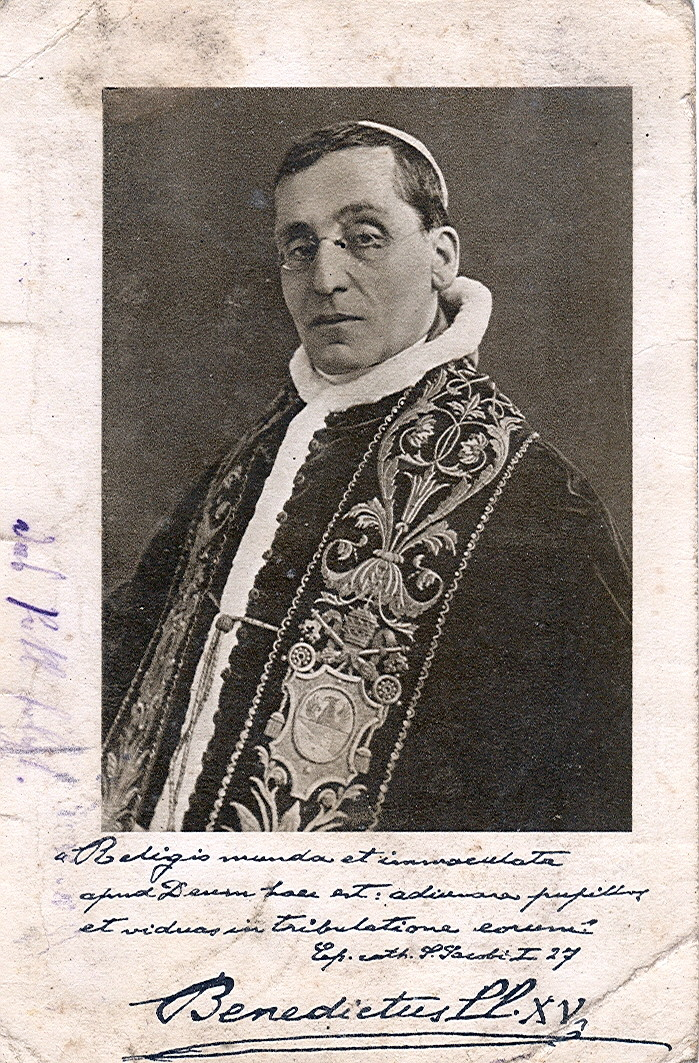
Gesigneerde foto van paus Benedictus XV

Ook andere leden van de Entente waren sceptisch over de plannen en hadden al meermalen duidelijk gemaakt, dat de vredesplannen van Benedictus koren op de molen waren van Duitsland en Oostenrijk-Hongarije. Zij waren zelfs van mening, dat de paus in het geheim al onderhandelingen was aangegaan met Duitsland, waardoor hij zijn neutraliteit in gevaar had gebracht. Het idee dat het Vaticaan binnen het conflict geen neutrale positie innam, was gebaseerd op de invloed die de Duitse wetenschap en cultuur binnen het Vaticaan had. Frankrijk en België verzetten zich tegen het idee dat afgezien moest worden van herstelbetalingen, terwijl Groot-Brittannië en Japan zich niet konden vinden in de gedachte om de koloniën terug te geven aan Duitsland.
Eugenio Pacelli, de latere paus Pius XII, die in 1917 namens de paus de vredesvoorstellen voorlegde aan de Duitse keizer Wilhelm II moest aan Benedictus rapporteren dat de animo voor vrede van Duitse kant niet aanwezig was. Pacelli’s eerste onderhandelingen met de rijkskanselier Bethmann-Hollweg leken gunstig, omdat verschillende partijen binnen Duitsland welwillend stonden ten opzichte van een bemiddelingspoging om tot vrede te komen. De status van België bleef echter een heikel punt. Onder druk van de Duitse legerleiding (onder wie de latere president Paul von Hindenburg) liepen de gesprekken echter uit op niets en resulteerden zelfs in de val van de regering op 13 juli 1917. Onder de nieuwe rijkskanselier Georg Michaelis werd verder niet ingegaan op de vredesvoorstellen van Benedictus. Een van de oorzaken hiervan was dat de Russen zich vanwege de Russische Revolutie uit de oorlog terugtrokken, waardoor Duitsland meende goede kansen te hebben op de overwinning.
Enig lichtpunt was de reactie van Oostenrijkse zijde. Keizer Karel I omarmde de plannen van Benedictus XV, mede uit vrees voor de toenemende macht van Duitsland, terwijl die van de Donaumonarchie afnam. Deze opstelling resulteerde erin dat Karel I in 2004 werd zalig verklaard. Paus Johannes Paulus II roemde hem daarbij als een voorbeeld “voor hen met politieke verantwoordelijkheden in Europa”. Door vele Oostenrijkers werd deze zaligverklaring gezien als een kerkelijke dwaling, temeer omdat Karel I het gebruik van gifgas tijdens de Eerste Wereldoorlog had toegestaan. Uit protest was dan ook de Oostenrijkse president niet aanwezig tijdens de plechtigheid.
Op 9 mei 1918 vernieuwde Benedictus XV zijn oproep tot vrede met het motu proprio Quartus Iam Annus. Hij riep daarin op om op 29 juni van dat jaar, het Hoogfeest van de apostelen Petrus en Paulus, Gods hulp te vragen om tot een voor alle betrokkenen aanvaardbare vrede te komen.
Toen in november 1918 een einde kwam aan de Eerste Wereldoorlog wijdde Benedictus XV een korte encycliek, Quod Iam Diu, aan de ophanden zijnde vredesconferentie. De paus sprak daarin zijn hoop uit dat de vredesbesprekingen zouden leiden tot een ware vrede, en hij riep daarbij alle gelovigen op om via het gebed Gods hulp voor een goede afloop te smeken. Voor de besprekingen werd echter het Vaticaan buitenspel gezet, tot irritatie van Benedictus XV. Opmerkelijk daarbij was, dat de paus in zijn encycliek Pacem, Dei Munus Pulcherrimum van 23 mei 1920 opriep tot de oprichting van een internationale liga van landen, terwijl een dergelijke liga, de Volkenbond, ruim een jaar daarvoor (25 januari 1919) al was opgericht. In tegenstelling tot de Volkenbond dichtte Benedictus aan zijn op te richten liga een grotere rol toe aan de inmenging van de kerk, omdat zij de rol van universele verzoener al zo vaak gespeeld had.
Al vanaf zijn aantreden als paus was Benedictus XV begaan met het lot van de oorlogsslachtoffers en de krijgsgevangenen. In 1915 zette hij de Opera dei Prigionieri op, een organisatie, gevestigd in het pauselijke staatssecretariaat, die zich onder meer bezighield met de opsporing van krijgsgevangenen en het informeren van de thuisblijvers over het lot van hun ten strijde getrokken familieleden. De organisatie zette zich tevens in voor de repatriëring van oorlogsgewonden, waarbij zij nauw samenwerkte met het Rode Kruis. Benedictus riep voor deze werken de hulp in van alle geestelijken en instrueerde zijn nuntii in Brussel, München en Wenen om bezoeken te brengen aan de diverse gevangenkampen om zich daar op te hoogte te stellen van de leefcondities en de wijze waarop gevangenen behandeld werden.
Na de oorlog bleef Benedictus oproepen tot humanitaire hulpacties, zoals verwoord in zijn encyclieken Paterno Iam Diu uit 1919 en Annus Iam Plenus uit 1920 waarbij hij vooral aandacht vroeg voor de oorlogsslachtoffers van Centraal-Europa, toegespitst op het lot van de kinderen. Daarbij liet hij zichzelf niet onbetuigd en schonk hij 100.000 lire. Benedictus ging zelfs zover, dat hij de edelstenen uit de Napoleon-tiara liet verwijderen en liet vervangen door gekleurd glas. De kostbare stenen werden verkocht ten behoeve van het verkrijgen van geldelijke middelen voor de slachtoffers van de Eerste Wereldoorlog.
Ter herinnering aan de Eerste Wereldoorlog en de inzet die Benedictus XV tentoonspreidde om tot vrede te komen werd in de Sint-Pietersbasiliek een monument opgericht. Het monument is een symbolische tombe (= de Eerste Wereldoorlog) waarop de paus knielend is neergezet. Boven de tombe bevindt zich een afbeelding van de Maagd Maria, die Jezus toont aan de wereld. De tombe zelf is afgezet met olijfbladeren, symbool voor de vrede. Het monument werd vervaardigd in 1928 door de Italiaanse kunstenaar Pietro Canonica. Bij de onthulling van het beeld stond paus Pius XI stil bij het leven van Benedictus en prees zijn voorganger om zijn vroomheid, die hij betitelde als “van de hoogste orde”.
In 1920 werd in de Turkse stad Istanboel een standbeeld van paus Benedictus XV onthuld. Hiermee prezen de Turken de inzet van de paus tijdens de oorlog als “weldoener van alle volkeren, ongeacht nationaliteit of religie”.

#### De affaire Gerlach
Een smet op het vredesblazoen van Benedictus XV vormde het optreden van de Beierse geestelijke Rudolf von Gerlach. Gerlach die door studies in Rome (onder andere aan de Pontificia Accademia dei Nobili Ecclesiastici) een goede reputatie binnen het Vaticaan had opgebouwd was na de benoeming van Benedictus XV aangesteld als een van diens vier geheime kamerheren in actieve dienst van de paus, wat neerkwam op het begeleiden van de paus bij officiële bezoeken. Na twee aanslagen op Italiaanse schepen (op de Benedetto Brin in Brindisi in september 1915 en op de Leonardo da Vinci in Taranto in augustus 1916) verdacht de Italiaanse regering Gerlach ervan betrokken te zijn bij de voorbereidingen van deze aanslagen, doordat hij via het Vaticaan als spion zou fungeren voor de Centralen. Al in een eerder stadium zou Gerlach via diverse campagnes hebben geprobeerd Italië buiten de oorlog te houden. Toen eenmaal Italië in mei 1915 alsnog de zijde van de Entente gekozen had, waardoor een einde kwam aan de Triple Alliantie, zou de aanval op het oorlogsschip Leonardo da Vinci door Gerlach becommentarieerd worden met de woorden “enkele uren geleden heeft Italië de prijs betaald voor zijn verraad aan Duitsland.”
Benedictus, die aanvankelijk in de onschuld van Gerlach geloofde, stond hem toe binnen het Vaticaan te blijven, hoewel de Italiaanse regering alle Duitsers en Oostenrijkers gedwongen had het land te verlaten na het uitroepen van de oorlog. In 1917 werden aan Benedictus alle bezwarende argumenten tegen Gerlach voorgelegd, waardoor de paus gedwongen werd afstand te nemen van zijn vertrouweling. Onder druk leverde hij Rudolf Gerlach uit aan de Italiaanse regering voor vervolging. De Italianen, die het Vaticaan niet verder in verlegenheid wilden brengen maar ook inzagen dat het bewijs tegen Gerlach niet overtuigend was, besloten hierop Gerlach het land uit te zetten.
Benedictus’ trouw aan Gerlach (die ongeschokt zou blijven, ook na Gerlachs uitzetting uit het Vaticaan, zoals blijkt uit een brief van Benedictus aan Gerlach: “Ik stuur u mijn zegen samen met mijn diepgewortelde en onveranderde genegenheid”.) kwam de paus op veel kritiek te staan van binnen en buiten het Vaticaan. De paus bleef echter volharden in zijn geloof dat Gerlach onschuldig was en zag de hele affaire dan ook als een samenzwering, tot stand gebracht onder invloed van de vrijmetselaars en de antikerkelijke facties binnen de Italiaanse regering.
Gerlach zou op zijn beurt de verdenkingen tegen hem alleen maar aanwakkeren door na zijn uitzetting een aantal bezoeken te brengen aan de hoven van leden van de Centralen, waarbij hij verschillende onderscheidingen ontving.

### Na de oorlog

#### Relaties tot Italië
De positie van de kerk en het recht van autonomie van de paus speelden bij Benedictus XV steeds een belangrijke rol. Al in zijn eerste encycliek, Ad Beatissimi Apostolorum, liet Benedictus zich indirect uit over een oplossing van de Romeinse kwestie, de situatie die in 1870 was ontstaan en waarbij de kerk al haar wereldlijke macht verloren had. Dit isolement, door paus Pius IX betiteld als de gevangenschap van de paus, was in de ogen van Benedictus XV een van de oorzaken dat de kerk slechts een beperkte rol binnen de internationale gemeenschap kon spelen; diplomatieke betrekkingen tussen het Vaticaan en de rest van de wereld waren gering.
Dat de kerk zich in de Italiaanse politiek buitenspel gezet had, kwam voort uit een op 29 februari 1868 uitgevaardigd decreet Non Expedit (Vert: het is niet gepast) waarin bepaald was dat het katholieken niet toegestaan was zich verkiesbaar te stellen voor het Italiaanse parlement of deel te nemen aan parlementsverkiezingen. Paus Pius IX zou hierover in 1874 zeggen, dat het voor katholieken niet gepast was een eed van trouw te zweren aan de Italiaanse staat, omdat hiermee indirect goedkeuring werd gegeven aan de annexatie van de Kerkelijke staat door het koninkrijk Italië. Gevolg was wel, dat het electoraat binnen Italië sterk teruggebracht werd en dat opeenvolgende Italiaanse regeringen eenvoudig wetten konden laten passeren die in strijd waren met het katholieke gedachtegoed.
Pius X had met zijn encycliek Il Fermo Proposito (11 juni 1905), die inging op de rol van de Katholieke Actie, de richtlijnen voor deelname aan verkiezingen versoepeld. Gesteld werd, dat dispensatie voor deelname aan verkiezingen gegeven mocht worden, indien kandidaten gekozen konden worden die de belangen van de katholieke kerk ernstige schade zouden toebrengen.
Benedictus XV wilde echter verder gaan. Zo drong hij aan op een herstructurering van de organisatie van de Katholieke Actie, stond hij de oprichting toe van een katholieke vakbond voor Italiaanse arbeiders en besloot hij ten slotte in de loop van 1918 tot een totale opheffing van de bepalingen van het decreet Non Expedit, wat de weg vrij maakte voor de oprichting in 1919 van de katholieke politieke partij Partito Popolare Italiano. De sterke invloed van de Rooms-Katholieke Kerk op het te voeren beleid en het uitgeven van stemadviezen zou de kerk op veel kritiek komen te staan. Dat bleek al in 1921 toen na de verkiezingen op advies van het Vaticaan de katholieke partij steun verleende aan de fascistische partij om zo een coalitie met de socialisten te voorkomen.
Een handreiking richting de Italiaanse regering was de versoepeling van de regeling inzake staatsbezoeken van katholieke regeringsleiders aan Italië en Rome. Dergelijke staatsbezoeken van katholieke leiders aan Italië waren sinds 1870 door opeenvolgende pausen verboden, omdat zij wilden voorkomen dat deze bezoeken als een bevestiging zouden worden gezien van de legitimiteit waarmee Italië de kerkelijke gebieden had ingenomen. In de encycliek Pacem, Dei Munus Pulcherrimum maakte Benedictus duidelijk, dat gezien de internationale ontwikkelingen deze houding niet meer gepast was. Hij benadrukte echter dat deze versoepeling niet een stilzwijgende instemming zou zijn met de nog steeds bestaande situatie en in het licht van de vredesonderhandelingen riep hij opnieuw op, om voor de Romeinse kwestie een gepaste oplossing te vinden.

#### Frankrijk

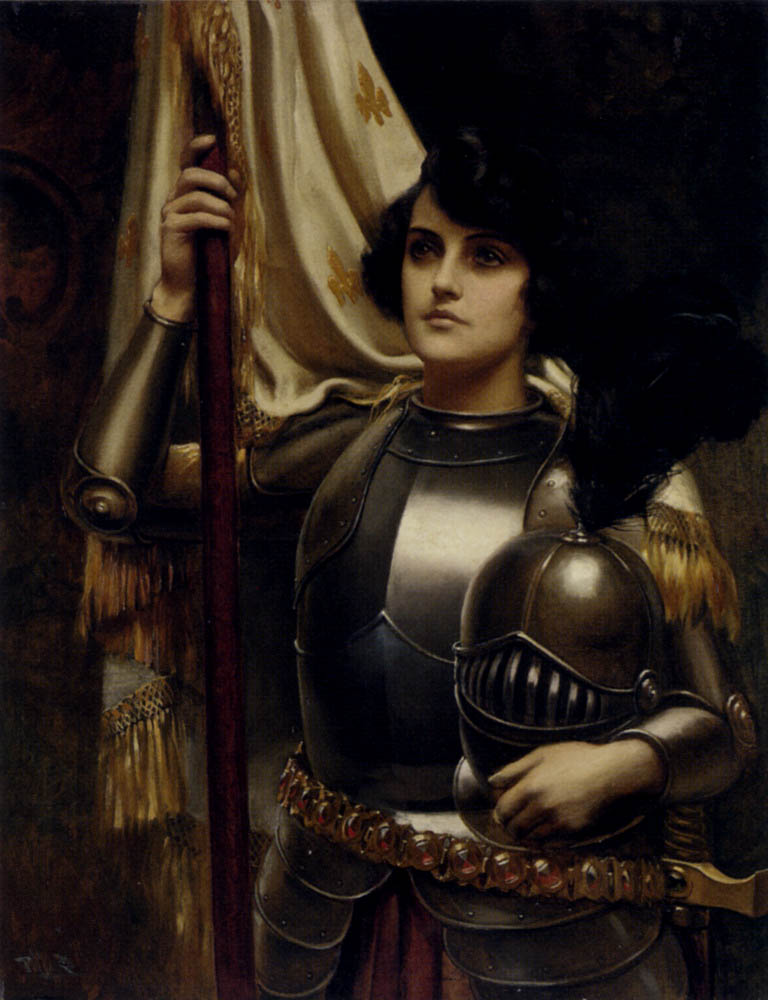
Jeanne d'Arc, in 1920 heilig verklaard door Benedictus

De verstandhouding tussen de Heilige Stoel en Frankrijk was in de loop van de geschiedenis moeizaam geworden. Franse koningen hadden diverse malen (al dan niet met succes) geprobeerd hun macht te doen laten gelden niet alleen over de lokale Franse kerk, maar ook over de paus. De Babylonische ballingschap der pausen in de 14e eeuw en de Pragmatieke Sanctie van Bourges uit 1438 waren hiervan voorbeelden. Door de sterk antikerkelijke houding van de nieuwe Franse regering aan het einde van de 18e eeuw werd in 1798 de toen zittende paus Pius VI door Napoleon Bonaparte gevangengezet in Valence (Frankrijk) waar hij ook overleed. Zijn opvolger, paus Pius VII, kreeg ook te maken met de Franse invloed en werd in 1809 gevangengenomen, waarbij hij vanaf 1812 in het Franse kasteel van Fontainebleau verbleef. Na de val van Napoleon kon Pius VII in 1815 terugkeren naar Rome.
Hoewel de antikerkelijke houding van de Franse regering wel bleef, werd deze op 9 december 1905 bekrachtigd door de Loi concernant la séparation des Eglises et de l’Etat (Vert: de wet voor de scheiding van kerk en staat). Deze wet werd door het Vaticaan gezien als een vendetta tegen de kerk, die ingezet zou zijn door de voormalige premier van Frankrijk, Émile Combes. Pius X viel fel uit tegen de wet in zijn encycliek Vehementer Nos van 11 februari 1906; een wet die voor de katholieke kerk in Frankrijk een onwaardige situatie creëerde en die betreurd moest worden omdat de wet evenzo rampzalig was voor de samenleving als voor het geloof. In een latere encycliek uit 1906, Gravissimo Officii Munere, sprak Pius X ook zijn verbod uit over de samenwerking met de associations cultuelles, organisaties die belast waren met onder meer het beheer van de kerkelijke eigendommen in Frankrijk. De inzet van lekeninstellingen werden door Pius X gezien als een inbreuk op de heilige rechten van de kerk.
Benedictus XV was een voorstander van de verbetering van de betrekkingen met Frankrijk. Ook binnen de Franse katholieke kerk bestond de behoefte aan verbetering van de relatie met de Heilige Stoel, wat een gevolg was van de Eerste Wereldoorlog en de inzetbaarheid van (toekomstige) geestelijken op het strijdtoneel. Franse seminaristen en priesters waren immers als dienstplichtigen ingezet, terwijl hun Britse collega’s daarvan gevrijwaard waren. Als handreiking verklaarde Benedictus in 1920 twee Fransen heilig: (Margaretha-Maria Alacoque en Jeanne d'Arc). De heiligverklaring van Jeanne d’Arc vond plaats in aanwezigheid van vele Franse afgevaardigden, waaronder officiële vertegenwoordigers van de Franse regering. De inspanningen van de paus resulteerden er in 1921 in, dat de diplomatieke relaties tussen de Heilige Stoel en Frankrijk hersteld werden.

#### Sovjet-Rusland
De opkomst van het communisme in de Rusland vanaf 1917 drukte ook een stempel op de religieuze vrijheid. Lenin maakte met een decreet op 23 januari 1918 duidelijk, dat vanaf dat moment er een totale scheiding bestond tussen kerk en staat. De positie van de kerken, met name die van de Russisch-orthodoxe Kerk, zou daardoor snel verslechteren, waarbij vele geestelijken werden vermoord en kerkelijke bezittingen door de staat in beslag werden genomen. In 1919 volgde een aanvullend decreet waarin het verboden werd relikwieën te vereren.
Toch zag het Vaticaan mogelijkheden om betrekkingen aan te gaan met het nieuwe bewind in Rusland. Pauselijke bemiddelaars werden door het Vaticaan naar Rusland gestuurd en ook werd een hulpverleningsactie voor de noodlijdenden in Rusland opgezet. Ook van Russische zijde was deze aandacht welkom, in de hoop zo aanzien en erkenning te krijgen in de wereld. Overleg zou onder Benedictus’ opvolger Pius XI worden voortgezet – via Eugenio Pacelli – maar zou uiteindelijk op niets uitlopen.

#### Polen en Baltische Staten
Op 25 april 1918 stuurde Benedictus XV Achille Ratti, de later paus Pius XI, als pauselijk legaat naar Polen en Litouwen, aanvankelijk ter inventarisatie van de staat waarin de kerk zich in die gebieden bevond, geloofstechnisch maar ook qua beschikbare voorzieningen noodzakelijk voor de verkondiging van het geloof. Ratti’s opdracht zou mede onder invloed van de Polen uitgebreid worden, nadat voortkomend uit de Eerste Wereldoorlog, de Tweede Poolse Republiek werd uitgeroepen. De missie van Ratti, toegespitst op de verbetering van de positie van de kerk, zou in 1921 een zware klap krijgen toen hem op politieke gronden verzocht werd het land te verlaten; Ratti had de Poolse geestelijken opgeroepen zich te distantiëren van politieke activiteiten wat door de Polen als verraad werd gezien.
Door dit plotseling einde aan de diplomatieke missie van Achille Ratti, die bij terugkeer in Rome benoemd werd tot aartsbisschop van Milaan en tevens tot kardinaal gecreëerd werd, lukt het paus Benedictus niet concordaten af te sluiten met Polen en Litouwen, iets waarin Ratti in zijn positie als paus Pius XI wel zou slagen. Vooral de situatie rond Litouwen was problematisch, aangezien Polen zijn claim had gelegd op de stad Vilnius.
Met Estland boekte Benedictus via zijn kardinaal-staatssecretaris Pietro Gasparri wel succes. In 1919 werd door het Vaticaan aangegeven, dat zij bereid waren diplomatieke betrekkingen met het land aan te gaan, die in de loop van 1920 uitmondde in een beoogd concordaat. De definitieve ondertekening zou echter pas na de dood van Benedictus op 30 mei 1922 plaatsvinden.

#### Midden-Oosten

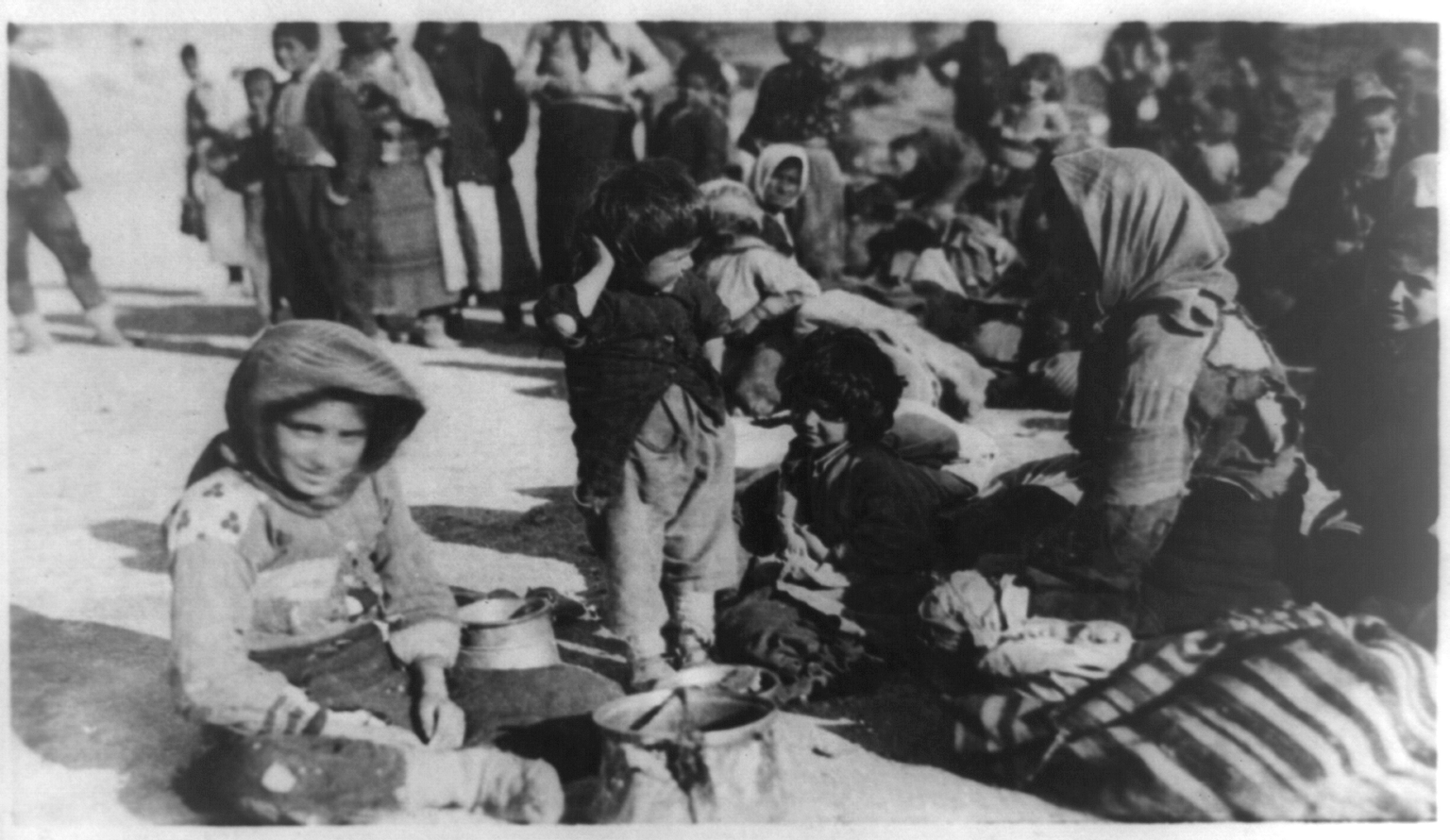
Armeense vluchtelingen in 1915

Na de val van het Ottomaanse Rijk wilde Benedictus ook de aandacht vestigen op de situatie in het Midden-Oosten. Al tijdens de oorlog had hij zich via zijn vertegenwoordiger monseigneur Luigi Dolci beklaagd bij sultan Mehmed V over de wijze waarop de christelijke Armeniërs werden vervolgd (zie: Armeense Genocide) en had hij Duitsland en Oostenrijk-Hongarije opgeroepen om hun Ottomaanse bondgenoot tot de orde te roepen. Maar ook had hij zich bekommerd over het lot van de bevolking in landen als Syrië en Libanon. In de toespraak Antequam Ordinem van 10 maart 1919, gehouden tijdens een geheim consistorie, wees de paus erop dat hij verschillende staatshoofden ervan overtuigd had zich in te zetten voor het lot van hen die vervolgd werden en te maken kregen met hongersnood. Zelf had hij de opdracht gegeven tot de oprichting van een weeshuis in Constantinopel ten behoeve van de opvang van Armeense wezen.
Grote zorg sprak Benedictus XV uit over de situatie in Palestina en in het bijzonder met betrekking tot de heilige plaatsen aldaar. Het Vaticaan was een groot voorstander dat het politieke bestuur van Palestina na de val van het Ottomaanse Rijk in handen zou komen van Groot-Brittannië, Frankrijk en Rusland zoals verwoord in het Sykes-Picotverdrag uit 1916. De Balfour-verklaring uit 1917, waarbij aan het Joodse volk Palestina als thuisland werd toegezegd, stuitte op kritiek van het Vaticaan zoals aangegeven door kardinaal-staatssecretaris Gasparri:
We zouden er geen enkel kwaad in zien als de Joden het land zouden binnenkomen om landbouwkolonies te stichten; maar hun het bestuur over de heilige plaatsen toekennen is voor christenen ontoelaatbaar.
Toen tijdens de Conferentie van San Remo in 1920 overeengekomen werd, dat Groot-Brittannië het mandaat zou voeren over Palestina, ging het Vaticaan hiermee akkoord. Wel bleef zij hameren op de bescherming van de katholieke belangen in Palestina.
Ondanks het verzet tegen het zelfbestuur sprak Benedictus zich wel uit ten gunste van de rechten van de Joden in Polen. Via de kardinaal-staatssecretaris Gasparri maakte de paus duidelijk dat hij alle mensen als zijn broeders zag en wees hij erop dat het Joodse volk hetzelfde respect verdiende als welk ander volk dan ook. Binnen de Joodse gemeenschap prees men deze uitspraken van Benedictus, doordat hij zich uitsprak ten gunste van het Jodendom en zich richtte tegen het vooroordeel gebaseerd op religieuze grond.

### Geloofszaken
| In te, Domine, speravi; non confundar in aeternum!                     |
| ”Op U, Heer, is onze hoop gevestigd, beschaam ons niet in eeuwigheid!” |
| Naar “Psalm 71” (Wapenspreuk van paus Benedictus XV)                   |

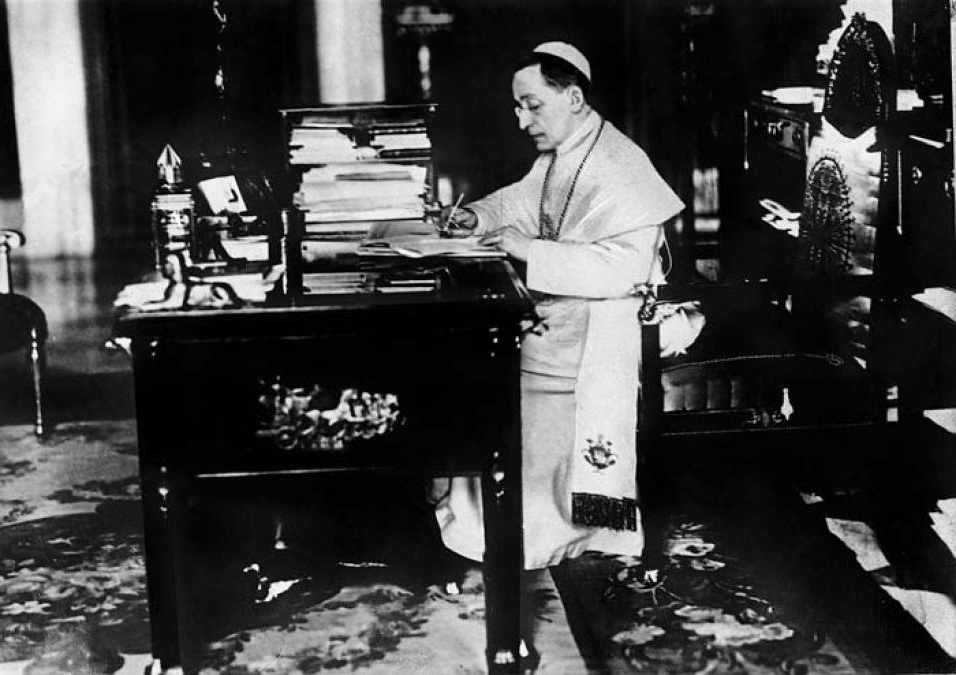
Benedictus XV achter zijn bureau

In lijn met zijn voorganger Pius X keerde Benedictus XV zich tegen de ideeën van het modernisme. Al in zijn eerste encycliek Ad Beatissimi Apostolorum riep hij op tot behoud van de eenheid binnen de katholieke kerk door modernistische ideeën af te wijzen. Hierbij onderschreef hij de uitspraak van paus Pius X die het modernisme zag als “de synthese van alle ketterijen”. Een afwijzende opstelling van de bisschoppen ten aanzien van nieuwe dwalingen dichtte Benedictus XV een belangrijke rol toe.
In zijn motu proprio Bonum Sane van 25 juli 1920, waarin de heilige Jozef van Nazareth centraal stond, nam Benedictus stelling tegen het zogenaamde naturalisme, een filosofische stroming gericht op het aards bestaan met uitsluiting van bovennatuurlijke gebeurtenissen. Deze stroming werd door de paus afgeschilderd als een van de oorzaken van de Eerste Wereldoorlog omdat hij de mensheid “tot speelbal van de teugelloze hartstochten” maakte. Vergankelijke zaken hadden nijd en vijandschap voortgebracht tussen de klassen waaruit dan uiteindelijk de oorlog was ontstaan.
Toch was de strategie van Benedictus ten aanzien van het modernisme niet zo resoluut als die van zijn voorganger. De door Pius X opgerichte raad voor onderzoek van modernistische ideeën, bekend onder de naam Sodalitium Pianum, werd door de nieuwe paus opgeheven. Ook werd de kardinaal-staatssecretaris onder Pius X, kardinaal Rafael Merry del Val, terzijde geschoven en onderging hetzelfde lot als diens voorganger, Rampallo del Tindaro; een benoeming op een mindere prominente positie. Merry del Vals positie zou worden ingenomen door Domenico Ferrata, die echter kort na zijn benoeming overleed. Zijn opvolger werd Pietro Gasparri.
In lijn met zijn voorgangers bleef Benedictus XV de Bijbel als het ware uitgangspunt zien van het geloof, waaraan niet zonder meer getornd mocht worden. Hieraan wijdde hij zijn meest uitvoerige encycliek, Spiritus Paraclitus uit 1920, waarin het leven van Hiëronymus van Stridon centraal stond, die tijdens zijn leven de bestudering van de Bijbel centraal had gesteld. Aan de voorbereidingen van deze encycliek werkte ook de Nederlandse kardinaal Willem Marinus van Rossum mee, daar hij sinds 14 januari 1914 benoemd was tot voorzitter van de Bijbelcommissie. Benedictus’ poging tot bekrachtiging van de authenticiteit van de Bijbel werd wel gezien als een reactie op de hernieuwde belangstelling voor Charles Darwins evolutietheorie, die nu ook ter discussie werd gesteld in katholieke publicaties.
Een van de concessies die Benedictus maakte, was het gebruik van Bijbelvertalingen in de taal van het land, weliswaar sinds de Reformatie al in omloop maar pas aan het begin van de 20e eeuw officieel toegestaan. Nieuw hieraan was, dat Benedictus het belangrijk achtte dat de gehele Bijbel toegankelijk zou zijn voor de gelovigen, en niet alleen de evangelies. Ook gaf Benedictus XV opdracht tot de vertaling van de catechismus, om “de glorie van God te verspreiden en het zielenheil te waarborgen”.
Onder Benedictus XV werd de hervorming van het kerkelijk rechtboek afgerond, bevestigd door de pauselijke bul Providentissima Mater van 27 mei 1917. Onder Pius X was hiermee begonnen door kardinaal Pietro Gasparri (bijgestaan door onder andere de latere paus Pius XII, Eugenio Pacelli, en de Nederlandse kardinaal van Rossum). Doel was de bundeling van alle bepalingen en een eenvoudigere indeling, waardoor de toegankelijkheid van het rechtboek bevorderd moest worden. Nadat het wetboek vanaf 19 mei 1918 van kracht werd, belastte Benedictus verschillende nuntii met de taak het wetboek te introduceren onder de katholieke gemeenschap in de wereld. Tevens hoopte Benedictus hierdoor de positie van de katholieke kerk in de wereld te verstevigen, zoals onder meer bleek uit de verschillende concordaten die het Vaticaan sloot met landen en waarin verwijzingen werden gemaakt naar het kerkelijk wetboek.

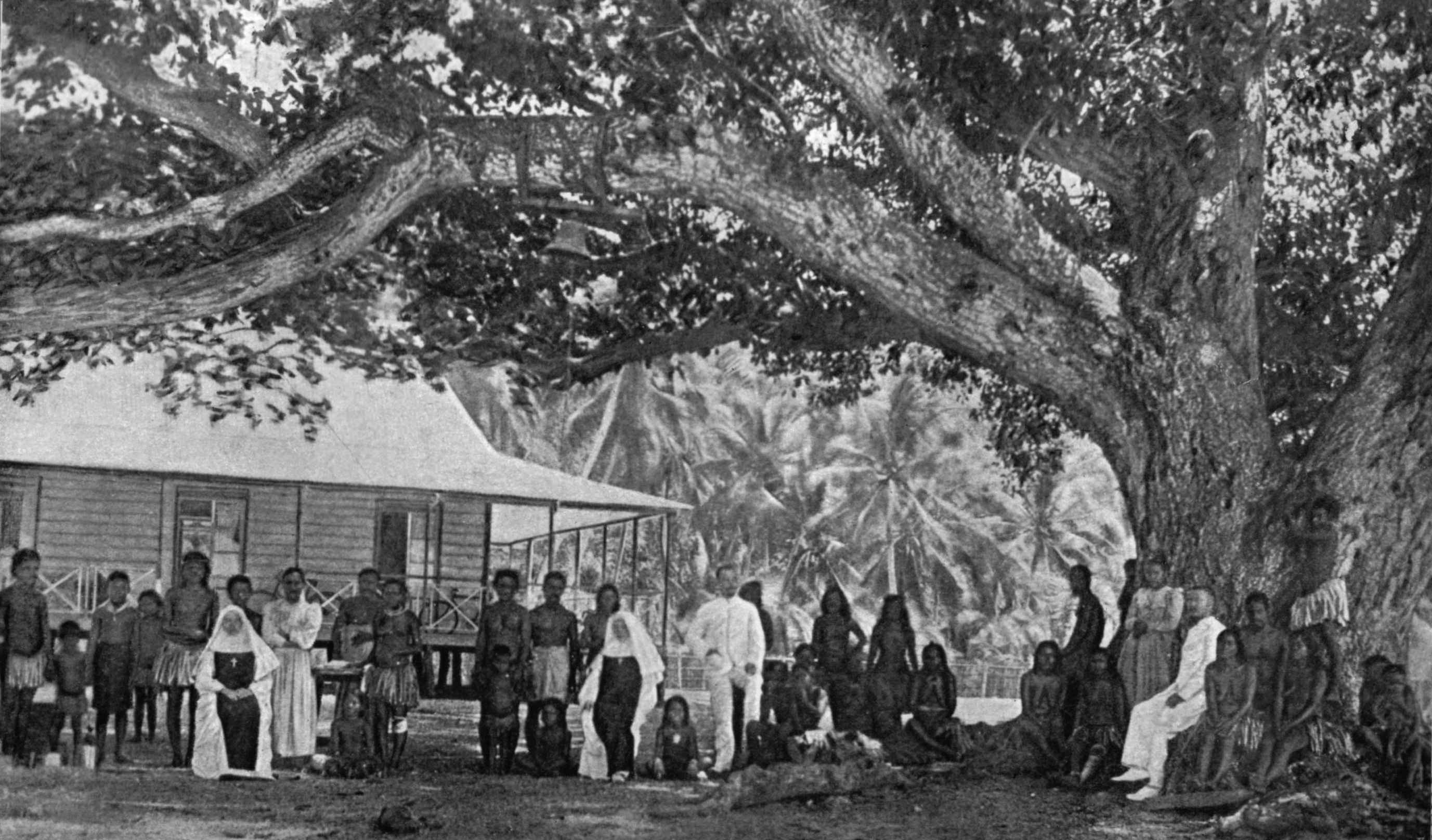
Katholieke Missie op Nauru

Met de apostolische brief Maximum Illud van 30 november 1919 bracht Benedictus de missies van de kerk onder de aandacht. Na een terugblik op de missies uit het verleden wees de paus erop, dat de kerk zich bleef inzetten voor de verspreiding van het geloof, maar dat missionarissen nog steeds het risico van ongewild martelaarschap liepen. Om het effect van de missies te vergroten riep Benedictus op lokale geestelijken op te leiden, die in staat waren een direct contact met hun achterban aan te houden. Om de kwaliteit van de lokale geestelijkheid te verbeteren, bevestigde Benedictus XV dat hij de Congregatie voor de Bevordering van het Geloof opdracht had gegeven toe te zien op een verbetering van opleidingen van lokale geestelijken, waardoor het in de toekomst ook mogelijk was om hoger geplaatste geestelijken (bisschoppen, kardinalen) uit eigen kring voort te brengen. Benedictus wees Europese missionarissen er wel op dat hun missiewerken niet ten koste mochten gaan van de lokale cultuur van de bevolking, noch was het de bedoeling om de missiegebieden te zien als een verlengde van het eigen vaderland (met diens gebruiken en gewoontes); dit zou slechts resulteren in onbegrip en vijandigheid binnen de missiegebieden en het doel, de verspreiding van het geloof, ondermijnen.
De betekenis van goede opleidingen werden door Benedictus XV benadrukt door de herziening van regels en/of statuten en door de oprichting van speciale congregaties, belast met het toezicht op bepaalde studies. Zo liet Benedictus nieuwe regels opstellen met betrekking tot de studies aan de Pauselijke Universiteit Sint Thomas van Aquino, breidde hij de door paus Leo XII opgerichte Congregatio studiorum uit met een sectie die specifiek betrekking had op het onderwijs aan seminaries waardoor de naam van de congregatie aangepast werd naar Congregatio de Seminariis et Studiorum Universitatibus (Vert: Congregatie voor seminaries en universitaire studies (1915)) en richtte hij het Pauselijk Instituut voor studies van de oosterse kerken op (1917). Dit laatste was een aanvulling op de oprichting van de Congregatie voor de Oosterse Kerken op 1 mei 1917.

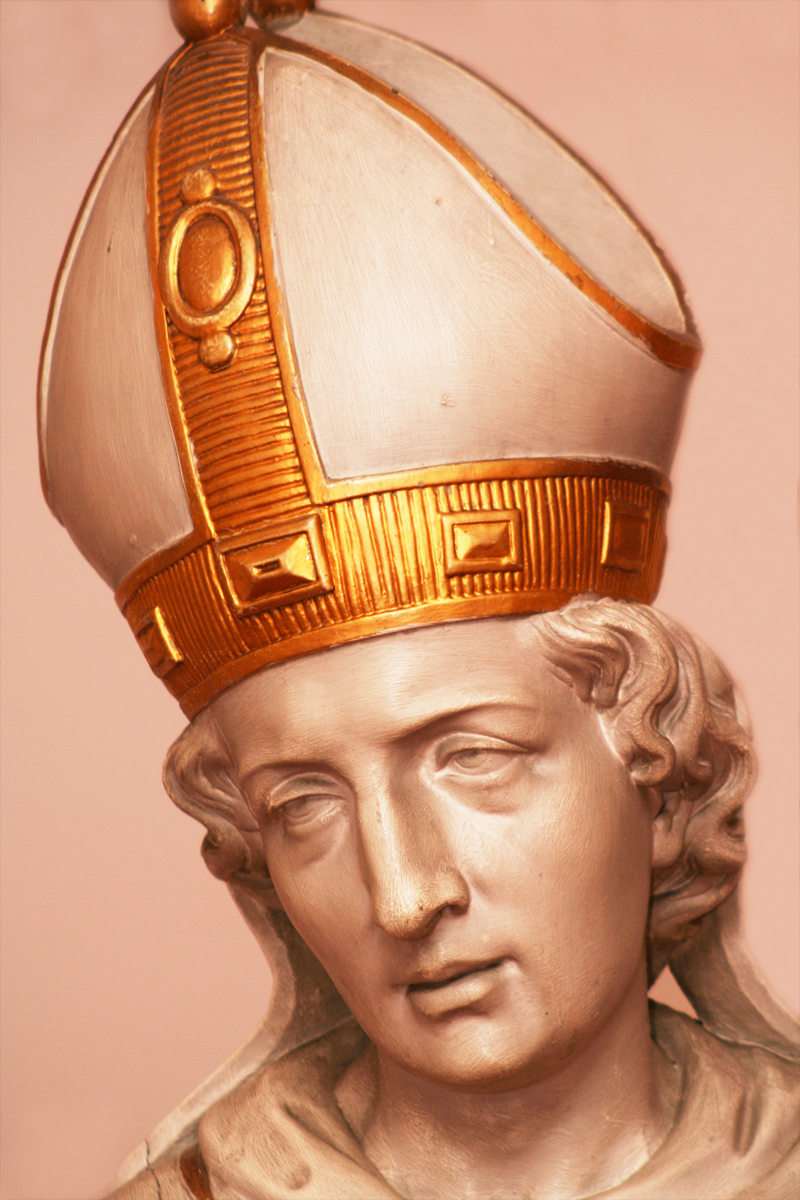
De Heilige Bonifatius stond centraal in Benedictus' encycliek In hac tanta.

Evenals zijn voorgangers (en zijn latere opvolgers) schreef Benedictus XV een grote rol toe aan de Maagd Maria, moeder van Jezus. Haar rol als bemiddelaarster om zo in contact te komen met haar zoon was daarbij een belangrijk gegeven. Benedictus introduceerde daarom in 1921 het feest Maria-Middelares en bevestigde de oude traditie dat de Maagd Maria patrones van Beieren is. Diverse Mariaheiligdommen werden door Benedictus verheven tot basilica minor.
Zijn toewijding tot Maria was alom bekend en bij zijn aantreden als paus gaven de inwoners van Genua de opdracht een heiligdom ter ere van de Madonna della Gardia op te richten in de tuinen van het Vaticaan, dat op 2 mei 1917 door Benedictus XV zelf werd onthuld en gezegend.
In tegenstelling tot andere pausen wijdde Benedictus echter geen encycliek aan de Maagd Maria, maar besteedde hij in zijn apostolische brief Inter Soldalica van 22 maart 1918 wel aandacht aan de rol van de Moeder Gods als medeverlosser naast haar zoon.

Voor de redding van de mensheid gaf zij haar rechten als moeder van haar zoon op en offerde hem op voor de verzoening van de goddelijke gerechtigheid, zover dat haar was toegestaan. Daarom kan men zeggen, dat zij samen met Christus de mensheid verloste.

Tijdens het pontificaat van Benedictus XV werden 54 personen zalig verklaard, waarvan 25 door latere pausen (Pius XI en Paulus VI) tot heiligen van de katholieke kerk werden verheven. Benedictus zelf verklaarde drie personen heilig: Gabriel Possenti, Margaretha-Maria Alacoque en Jeanne d'Arc. Laatstgenoemde twee heiligverklaringen waren bedoeld als handreiking aan Frankrijk in de hoop zo de betrekkingen tussen het Vaticaan en Frankrijk te verbeteren.
| Encyclieken over heiligen | Encyclieken over heiligen  |
| ------------------------- | -------------------------- |
| Bonifatius                | In hac tanta               |
| Hiëronymus van Stridon    | Spiritus Paraclitus        |
| Efrem de Syriër           | Principi Apostolorum Petro |
| Dominicus Guzman          | Fausto Appetente Die       |

In vier van zijn in totaal twaalf uitgebrachte encyclieken stelde Benedictus het leven centraal van personen die van grote betekenis waren geweest voor de katholieke kerk. Hun rol in het verleden werd geprojecteerd op het heden en de wijze waarop hun bijdragen van invloed konden zijn op de moderne samenleving. Behandeld werden Bonifatius, Hiëronymus van Stridon, Efrem de Syriër en Dominicus Guzman. In de encycliek Sacra Propediem besteedde de paus aandacht aan de betekenis van de Derde Orde van Franciscus van Assisi. Met de opmerking dat hij gold als “een van de vele gevierde genieën waarop het katholieke geloof trots kon zijn” begon Benedictus de encycliek In Praeclara Summorum, waarmee hij bijdroeg aan de herdenking van Dante Alighieri –Italiaans schrijver en dichter-, die 600 jaar daarvoor (1321) was overleden.
Gedurende zijn pontificaat zou Benedictus XV tijdens vijf consistories 32 nieuwe kardinalen creëren, waaronder ook zijn opvolger Achille Ratti, die na zijn pauskeuze de naam Pius XI aannam. De Duitse kardinaal Adolf Bertram werd op 4 december 1916 in pectore tot kardinaal verheven, maar zijn naam zou pas op 15 december 1919 gepubliceerd worden. Een andere kardinaal die in pectore werd verheven, werd nooit gepubliceerd.

## Overlijden

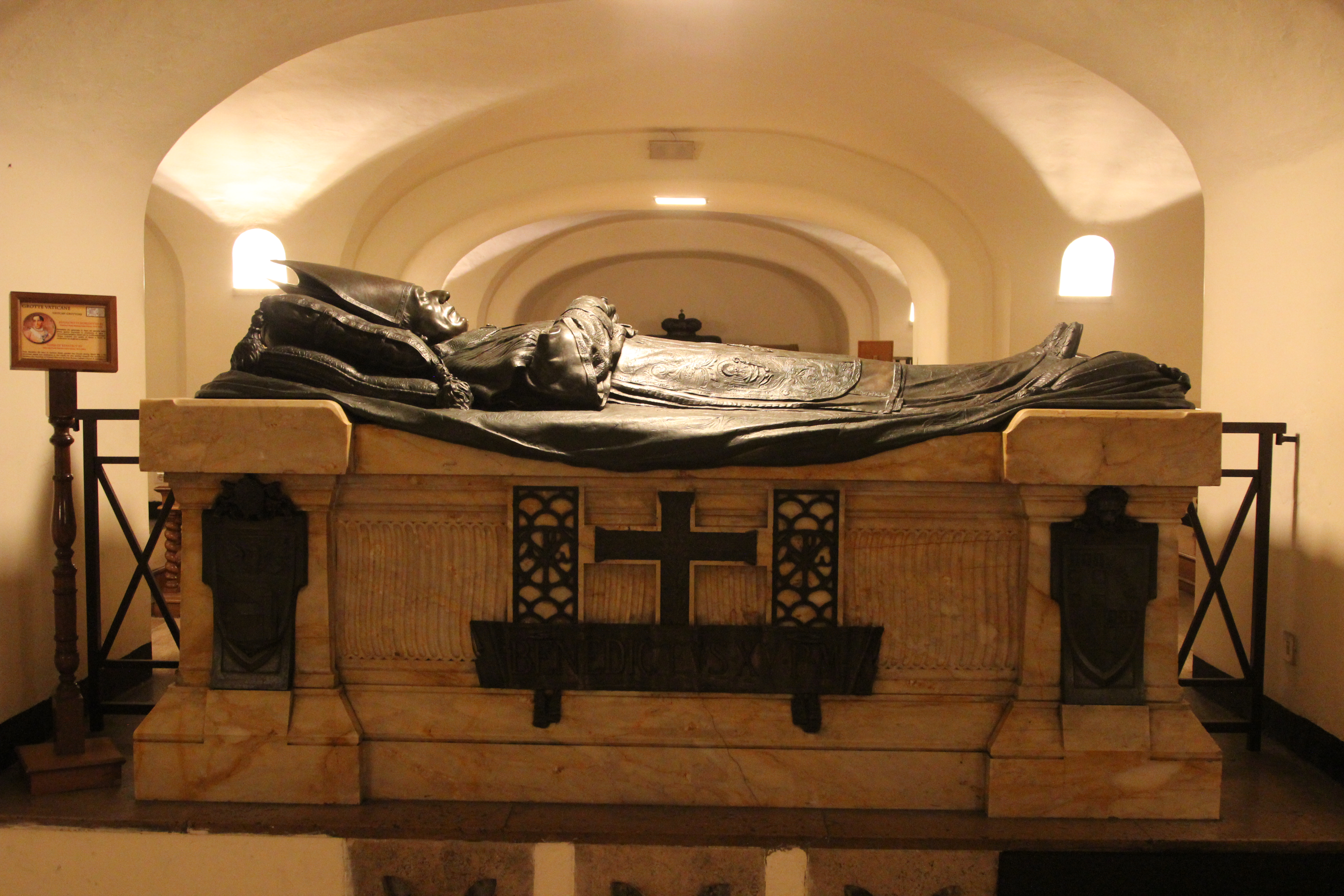
Graftombe van Benedictus XV

Benedictus XV overleed vrij onverwacht om 6 uur ’s morgens op 22 januari 1922 ten gevolge van griep, waarbij hij een longontsteking opliep. Bij zijn overlijden was Benedictus 67 jaar oud. Op uitdrukkelijke wens van de overledene werd het lichaam niet gebalsemd en niet opgebaard in de Sixtijnse Kapel, zoals gebruikelijk was. Onder leiding van de camerlengo Pietro Gasparri werden de voorbereidingen getroffen voor de begrafenis, die volgde op 26 januari, waarbij Benedictus’ stoffelijk overschot werd bijgezet in de Grotte Vaticane. Volgens de biografie van Benedictus XV, van Walter H. Peters, had Benedictus de schatkist van het Vaticaan zodanig uitgeput door liefdadige schenkingen voor de oorlogsslachtoffers, dat de kardinaal-staatssecretaris genoodzaakt was geld te lenen om de begrafenis te bekostigen alsmede geld te vinden voor het komende conclaaf. Het grafmonument, aangeboden door het aartsbisdom Bologna, werd vervaardigd door de Italiaanse kunstenaar Giulio Barbieri.
Het conclaaf van 1922 dat volgde op de dood van Benedictus XV zou resulteren in de verkiezing van kardinaal Achille Ratti tot paus Pius XI. Ratti, die aan Benedictus XV veel te danken had waaronder zijn kerkelijke benoemingen tot aartsbisschop van Milaan en verheffing tot kardinaal, had kort na de dood van Benedictus tijdens een eucharistieviering in Milaan de paus geprezen voor zijn inzet voor de wereldvrede. Hij had daarbij ook de hoop geuit, dat het conclaaf een waardig opvolger voor deze vredestichter zou voortbrengen.

## Visies

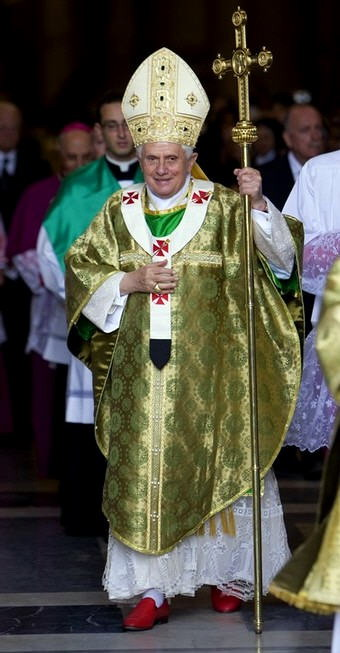
Paus Benedictus XVI

Benedictus XV wordt wel beschouwd als de minst prominente paus van de 20e eeuw, hoewel zijn inzet voor de wereldvrede na zijn dood veel bewondering oogstte onder diverse regeringsleiders en (katholieke) organisaties. Veel lof ging uit naar de inzet die de paus had getoond voor zijn humanitaire betrokkenheid bij het lot van de oorlogsslachtoffers.
Van meer recente datum is de blijk van waardering voor Benedictus XV uitgesproken tijdens de eerste algemene audiëntie op 27 april 2005 van paus Benedictus XVI waarin hij toelichtte, waarom hij gekozen had voor de naam “Benedictus”. Naast zijn bewondering voor de heilige Benedictus van Nursia had centraal bij zijn naamkeuze de “creatie van een spirituele band” gestaan met Benedictus XV, die “de Kerk door de periode van opschudding, veroorzaakt door de Eerste Wereldoorlog, geloodst had”.

Hij was een moedig en authentiek profeet van de vrede en streefde op de eerste plaats met onverschrokken moed naar het keren van de tragedie van de oorlog en vervolgens naar de beperking van de schadelijke gevolgen. Door in zijn voetsporen te treden wil ik mijn pontificaat ten dienste stellen van de hereniging van en saamhorigheid tussen personen en volkeren, omdat ik er ten diepste van overtuigd ben dat het grote goed vrede eerst en vooral een gave van God is: een waardevolle maar helaas breekbare gift waarvoor gebeden moet worden, en die iedere dag in stand gehouden en opgebouwd moet worden. Iedere dag opnieuw met de hulp van allen.

## Bijzonderheden

### Een voorspelling
Volgend op de verkiezing van Giacomo della Chiesa tot Benedictus XV verscheen in de Franse pers een publicatie over een voorspelling, die een 17e-eeuws ziener – Johannes van Straatsburg – zou hebben genoteerd waarin de komst van een Benedictus werd aangekondigd.

Paus Benedictus zal, nadat hij de antichrist heeft vervloekt, bekendmaken dat zij die hem bestrijden geëerd zullen worden en indien zij daarbij de dood vinden gelijk opgenomen zullen worden in de hemel als martelaren. De bul die dit zal bekendmaken, zal een wijd bereik vinden; het zal de moed doen herleven en zal leiden tot de dood van de bondgenoot van de antichrist. De antichrist zal te herkennen zijn aan diverse tekenen. Hij zal in zijn wapen een adelaar dragen, en een adelaar zal teruggevonden worden in zijn aanhanger, de andere slechte monarch. De laatste echter is een christen die zal sterven ten gevolge van de vervloeking van paus Benedictus die gekozen zal worden aan het einde van de regering van de antichrist.

Een bijzondere betekenis werd gegeven aan deze voorspelling, waarbij met name verwezen werd naar de verwijzing van de adelaars in de wapens van de vijanden, zoals terug te vinden in die van Oostenrijk en Duitsland. De Franse pers zag dan ook met veel verwachting uit naar de eerste encycliek van de paus, waarvan zij hoopte dat die in overeenstemming met de voorspelling zou zijn.
Ad Beatissimi Apostolorum, Benedictus’ eerste encycliek, zou echter niet de gewenste veroordeling opleveren, maar een handreiking aan alle strijdende partijen om tot een rechtvaardige oplossing van het conflict te komen.

### Voortijdige aankondiging van overlijden
Omdat Benedictus vanaf begin januari 1922 ziek was, ontstond al snel de vrees dat de paus op korte termijn zou komen te overlijden. Een krant in New York publiceerde echter daags voor het daadwerkelijke overlijden op de voorpagina dat de paus was gestorven. Toen het Vaticaan dit bericht ontkende, werd een speciale editie van de krant uitgebracht, met de kop "Paus is op een opmerkelijke wijze hersteld".

## Aanvullende informatie
- Lijst van encyclieken van paus Benedictus XV
- Lijst van kardinalen gecreëerd door paus Benedictus XV
- Wapen van paus Benedictus XV

Cursief: tegenpaus
- Bibsys: 13044356
- Biblioteca Nacional de Chile: 000124141
- Biblioteca Nacional de España: XX5348700
- Bibliothèque nationale de France: cb12148662k (data)
- Catàleg d'autoritats de noms i títols de Catalunya: 981058516430006706
- CiNii: DA11922844
- Gemeinsame Normdatei: 118655442
- International Standard Name Identifier: 0000 0001 2140 7844
- Library of Congress Control Number: n88167935
- Nationale Bibliotheek van Tsjechië: jn20001005038
- Nationale bibliotheek van Australië: 35918519
- Nationale Bibliotheek van Israël: 987007276444505171
- Nationale Bibliotheek van Polen: a0000001190772
- Nationale en Universitaire bibliotheek Zagreb: 000335531
- Nederlandse Thesaurus van Auteursnamen: 069280681
- Istituto Centrale per il Catalogo Unico: RAVV076817
- LIBRIS: 177272
- SNAC: w68w5hxg
- Système universitaire de documentation: 029974518
- Trove: 1145412
- Virtual International Authority File: 78769797
- WorldCat: E39PBJjmWydkqwqjtwqfRMbWXd